# Maria Madalena
Maria de Magdala, alternativamente designada como Maria Madalena, ou somente Madalena (em hebraico: מִרְיָם הַמַּגְדָּלִית; em grego: Μαρία Μαγδαληνή; em latim: Maria Magdalena); foi uma mulher que, segundo os quatro evangelhos canônicos, viajou com Jesus Cristo como uma de seus seguidores e foi testemunha de sua crucificação e ressurreição. Ela é mencionada pelo nome doze vezes nos evangelhos canônicos, mais do que a maioria dos apóstolos e mais do que qualquer outra mulher nos evangelhos, exceto a família de Jesus. O epíteto de Maria Madalena, pode ser um sobrenome toponímico, o que significa que ela veio da cidade de Magdala, uma vila de pescadores na costa ocidental do Mar da Galileia, na Judeia romana.
O Evangelho de Lucas, capítulo 8, lista Maria Madalena como uma das mulheres que viajou com Jesus e ajudou a sustentar seu ministério "com seus recursos", indicando que ela provavelmente era rica. A mesma passagem também afirma que sete demônios foram expulsos dela, afirmação que é repetida em Marcos 16. Em todos os quatro evangelhos canônicos, Maria Madalena é testemunha da crucificação de Jesus e, nos Evangelhos Sinópticos, ela também é presente em seu sepultamento. Todos os quatro evangelhos a identificam, sozinha ou como membro de um grupo maior de mulheres que inclui a mãe de Jesus, como a primeira a testemunhar o túmulo vazio, e, sozinha ou como membro de um grupo, como a primeira a testemunhar a morte de Jesus e sua ressurreição.
Maria Madalena é considerada uma santa pelas denominações católica, ortodoxa oriental, anglicana e luterana. Em 2016, o Papa Francisco elevou o nível da memória litúrgica do dia 22 de julho de memorial a festa, e para que ela fosse chamada de “Apóstola dos apóstolos”. Outras igrejas protestantes a homenageiam como heroína da fé. As igrejas ortodoxas orientais também a comemoram no Domingo dos Portadores da Mirra, o equivalente ortodoxo de uma das tradições ocidentais das Três Marias.

## Retrato errôneo de prostituta
A representação de Maria Madalena como uma prostituta começou em 591, quando Papa Gregório I fundiu Maria Madalena, que foi apresentada em Lucas 8:2, com Maria de Betânia (Lucas 10:39) e a sem nome "mulher pecadora" que ungiu os pés de Jesus em Lucas 7:36–50. O sermão de Páscoa do Papa Gregório resultou na crença generalizada de que Maria Madalena era uma prostituta arrependida ou uma mulher promíscua. Surgiram então lendas medievais elaboradas da Europa Ocidental, que contavam histórias exageradas sobre a riqueza e a beleza de Maria Madalena, bem como sobre sua suposta viagem ao sul da Gália (atual França). A identificação de Maria Madalena com Maria de Betânia e a "mulher pecadora" sem nome foi uma grande controvérsia nos anos que antecederam a Reforma, e alguns líderes protestantes a rejeitaram. Durante a Contrarreforma, a Igreja Católica enfatizou Maria Madalena como um símbolo de penitência. Em 1969, Papa Paulo VI removeu a identificação de Maria Madalena com Maria de Betânia e a "mulher pecadora" do Calendário Romano Geral, mas a visão dela como uma ex-prostituta persistiu na cultura popular.

## Vida
É amplamente aceito entre os historiadores seculares que, assim como Jesus, Maria Madalena foi uma figura histórica real. Mesmo assim, pouco se sabe sobre sua história de vida. Diferente do apóstolo Paulo, Maria Madalena não deixou nenhum escrito de sua autoria. Ela nunca foi mencionada em nenhuma das epístolas de Paulo ou em qualquer outra epístola cristã. As fontes mais antigas e confiáveis sobre sua vida são os três Evangelhos Sinópticos de Marcos, Mateus e Lucas, que foram todos escritos durante o primeiro século d.C..

## Durante o ministério de Jesus

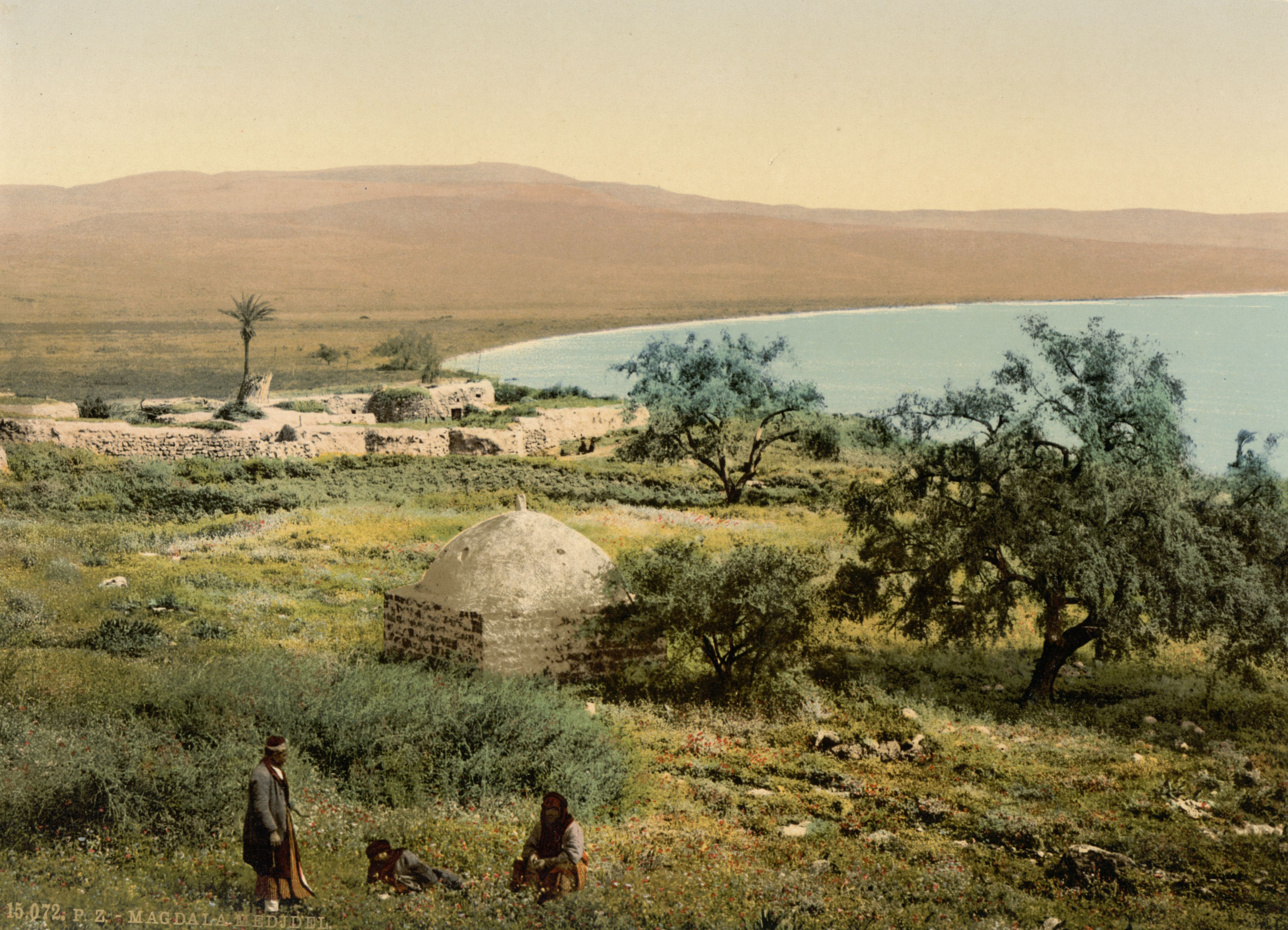
Foto tirada por volta do ano 1900 de al-Majda, vila entre as ruínas da cidade de Magdala, cidade natal de Maria Madalena.

O epíteto de Madalena (ἡ Μαγδαληνή; literalmente "a Madalena") provavelmente significa que ela veio de Magdala, uma vila na costa ocidental do Mar da Galiléia, que era conhecida principalmente na antiguidade como uma cidade de pescadores. Maria era, de longe, o nome feminino mais comum de meninas e mulheres judias do primeiro século, por isso foi necessário que os autores dos evangelhos a chamassem de Madalena para distingui-la das outras mulheres chamadas Maria que seguiram Jesus. Embora o Evangelho de Marcos, considerado pelos estudiosos como o primeiro evangelho sobrevivente, não mencione Maria Madalena até a crucificação de Jesus, o Evangelho de Lucas fornece um breve resumo do papel dela durante seu ministério:
| “ | E algumas mulheres que haviam sido curadas de espíritos malignos e de enfermidades: Maria, chamada Madalena, da qual saíram sete demônios; E Joana, esposa de Cusa, procurador de Herodes, e Susana, e muitas outras que o serviam com seus recursos. | ” |

Segundo o Evangelho de Lucas, Jesus teria exorcizado "sete demônios" de Maria Madalena. O fato de sete demônios possuírem Maria é repetido em Marcos 16:9, parte do "final mais longo" desse evangelho, pois isso não é encontrado nos manuscritos mais antigos e é possivelmente um acréscimo do século II ao texto original, possivelmente baseado no Evangelho de Lucas. No primeiro século, acreditava-se amplamente que os demônios causavam doenças físicas e psicológicas.
Segundo Bruce Chilton, um estudioso do cristianismo primitivo e professor de religião no Bard College, afirma que a referência ao número de demônios sendo "sete" pode significar que Maria teve que passar por sete exorcismos, provavelmente durante um longo período de tempo, devido aos seis primeiros serem parcial ou totalmente malsucedidos.
Bart D. Ehrman, um estudioso do Novo Testamento e historiador do cristianismo primitivo, afirma que o número sete pode ser meramente simbólico, uma vez que, na tradição judaica, sete era o número da conclusão, de modo que, se Maria estava possuída por sete demônios, pode simplesmente significar que ela ficou completamente dominada pelo poder deles.
Em ambos os casos, Maria deve ter sofrido um grave trauma emocional ou psicológico para que um exorcismo deste tipo tenha sido considerado necessário. Consequentemente, a sua devoção a Jesus resultante desta cura deve ter sido muito forte. Os escritores dos Evangelhos normalmente gostam de fazer descrições dramáticas dos exorcismos públicos de Jesus, com a pessoa possuída chorando, se debatendo e rasgando as roupas na frente de uma multidão. Por outro lado, o fato de o exorcismo de Maria receber pouca atenção pode indicar que Jesus o realizou em particular ou que os registradores não o consideraram particularmente dramático.

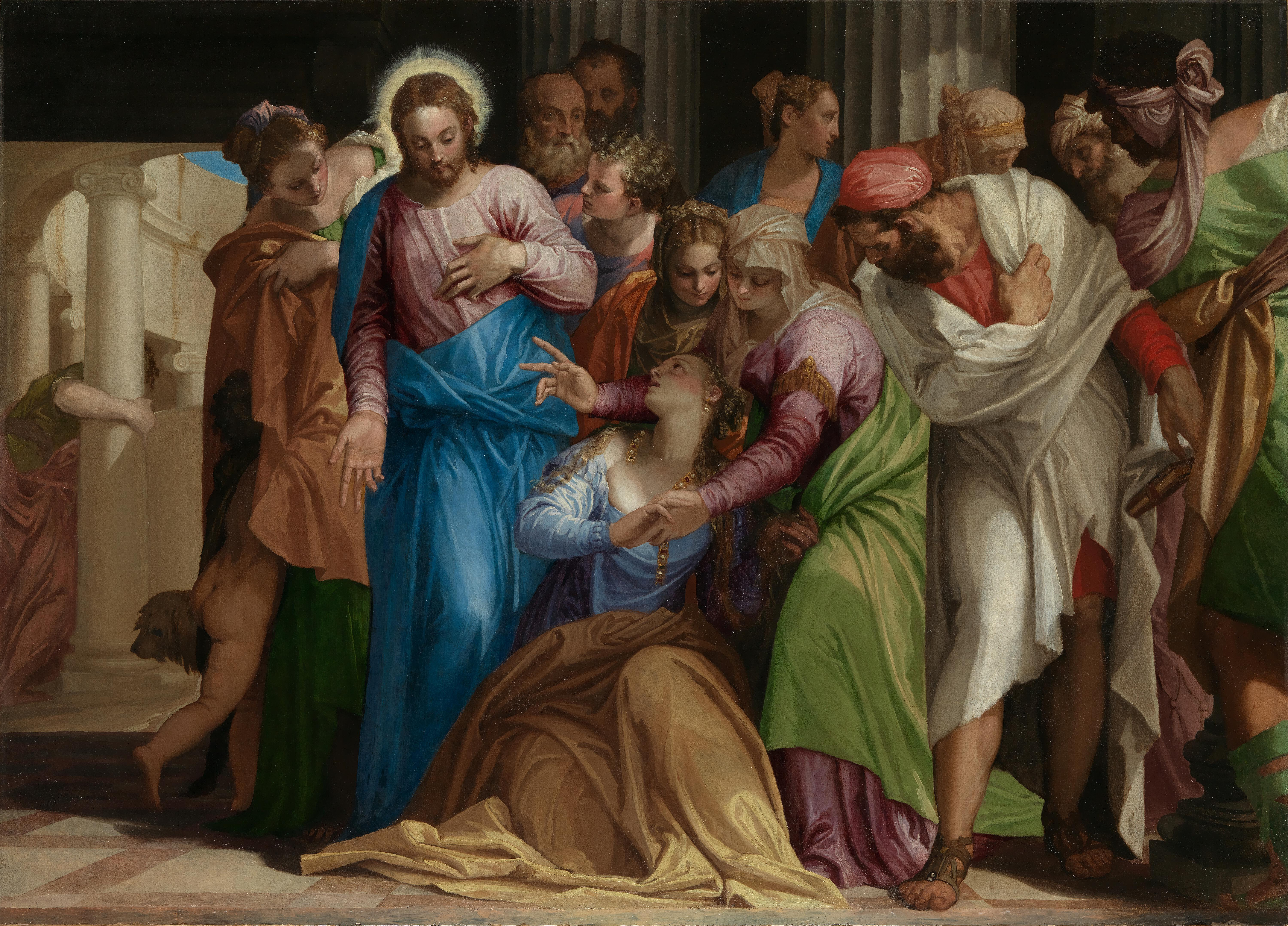
A conversão de Maria Madalena (c. 1548) de Paolo Veronese.

Como Maria está listada como uma das mulheres que apoiaram financeiramente o ministério de Jesus, ela deve ter sido relativamente rica. Os lugares onde ela e as outras mulheres são mencionadas ao longo dos evangelhos indicam fortemente que elas foram vitais para o ministério de Jesus e que Maria Madalena aparece sempre em primeiro lugar, já que é listada nos Evangelhos Sinópticos como membro de um grupo de mulheres, indicando que ela era vista como a mais importante de todos elas. A antropóloga italiana Carla Ricci aponta ainda que, nas listas dos discípulos, Maria Madalena ocupa uma posição semelhante entre as seguidoras de Jesus, assim como Simão Pedro ocupa entre os apóstolos do sexo masculino.
O fato de as mulheres terem desempenhado um papel tão ativo e importante no ministério de Jesus não foi totalmente radical nem mesmo único; inscrições de uma sinagoga em Afrodísias, na Ásia Menor, aproximadamente no mesmo período, revelam que muitos dos principais doadores da sinagoga eram mulheres. O ministério de Jesus trouxe às mulheres uma maior libertação do que normalmente teriam na sociedade judaica dominante.

### Testemunha da crucificação e sepultamento de Jesus
Todos os quatro evangelhos canônicos concordam que várias outras mulheres assistiram à crucificação de Jesus à distância, com três mencionando explicitamente Maria Madalena como estando presente. O Evangelho de Marcos lista essas mulheres como sendo Maria Madalena, Maria, mãe de Tiago e Salomé. Já o Evangelho de Mateus lista Maria Madalena, Maria, mãe de Tiago e José e uma mulher sem nome, mãe dos filhos de Zebedeu (que pode ser a mesma mulher que Marcos chama de Salomé). O Evangelho de Lucas menciona um grupo de mulheres presentes na crucificação, mas não dá seus nomes. O Evangelho de João lista Maria, mãe de Jesus, sua irmã, Maria de Cléofas e Maria Madelena.

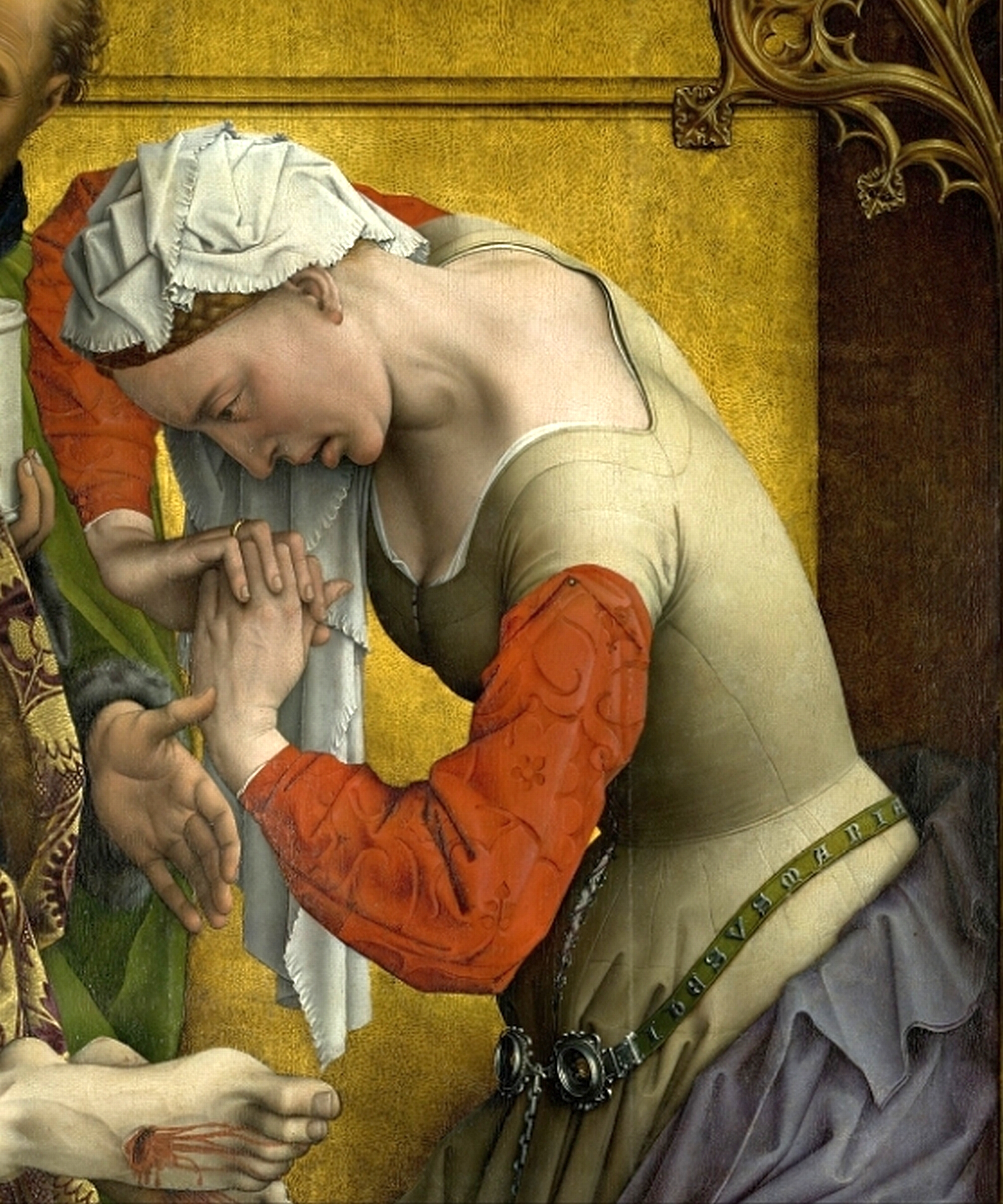
Detalhe de Maria Madalena chorando na crucificação de Jesus, conforme retratado em A Deposição da Cruz (c. 1435) pelo pintor flamengo Rogier van der Weyden.

Praticamente todos os historiadores renomados concordam que Jesus foi crucificado pelos romanos sob as ordens de Pôncio Pilatos. James Dunn, teólogo britânico metodista, afirma sobre o batismo e a crucificação que esses "dois fatos na vida de Jesus exigem um consentimento quase universal". No entanto, os relatos dos evangelhos sobre a crucificação de Jesus diferem consideravelmente e a maioria dos historiadores concorda que alguns dos detalhes dos relatos foram alterados para se adequarem às agendas teológicas dos seus autores. Ehrman afirma que a presença de Maria Madalena e das outras mulheres na cruz é provavelmente histórica porque seria improvável que os cristãos inventassem que as principais testemunhas da crucificação eram mulheres e também porque a sua presença é atestada tanto nos Evangelhos Sinóticos como no Evangelho de João de forma independente. Maurice Casey concorda que a presença de Maria Madalena e das outras mulheres na crucificação de Jesus pode ser registrada como um fato histórico. De acordo com E. P. Sanders, a razão pela qual as mulheres assistiram à crucificação mesmo depois que os discípulos do sexo masculino fugiram pode ter sido porque elas eram menos propensas a serem presas, eram mais corajosas do que os homens, ou alguma combinação disso.
Todos os quatro evangelhos canônicos, bem como o apócrifo Evangelho de Pedro, concordam que o corpo de Jesus foi retirado da cruz e enterrado por um homem chamado José de Arimatéia. O Evangelho de Marcos diz que Maria Madalena e Maria, mãe de Jesus, foram testemunhas de seu sepultamento. No Evangelho de Mateus, porém, as testemunhas do sepultamento são Maria, mãe de Jesus e uma "outra Maria". No Evangelho de Lucas menciona-se "as mulheres que o seguiram desde a Galiléia", mas não lista nenhum de seus nomes. No Evangelho de João não menciona nenhuma mulher presente durante o sepultamento de Jesus por José de Arimatéia, mas menciona a presença de Nicodemos, um fariseu com quem Jesus conversou perto do início do evangelho.
Ehrman, que anteriormente aceitava a história do sepultamento de Jesus como histórica, agora a rejeita como uma invenção posterior, com base no fato de que os governadores romanos quase nunca permitiam que criminosos executados recebessem qualquer tipo de sepultamento e Pôncio Pilatos, em particular, não era "o tipo de governante que romperia com a tradição e a política quando gentilmente solicitado por um membro do conselho judaico para fornecer um enterro decente para uma vítima crucificada". Casey argumenta que José de Arimatéia deu a Jesus um enterro adequado, observando que, em algumas ocasiões muito raras, os governadores romanos liberaram os corpos dos prisioneiros executados para sepultamento. No entanto, ele rejeita que Jesus possa ter sido enterrado num túmulo caro com uma pedra rolada na frente dele como a descrita nos evangelhos, levando-o a concluir que Maria e as outras mulheres não devem ter visto o túmulo. Sanders afirma que o sepultamento de Jesus por José de Arimatéia na presença de Maria Madalena e de outras seguidoras é fato histórico.

### Ressurreição de Jesus

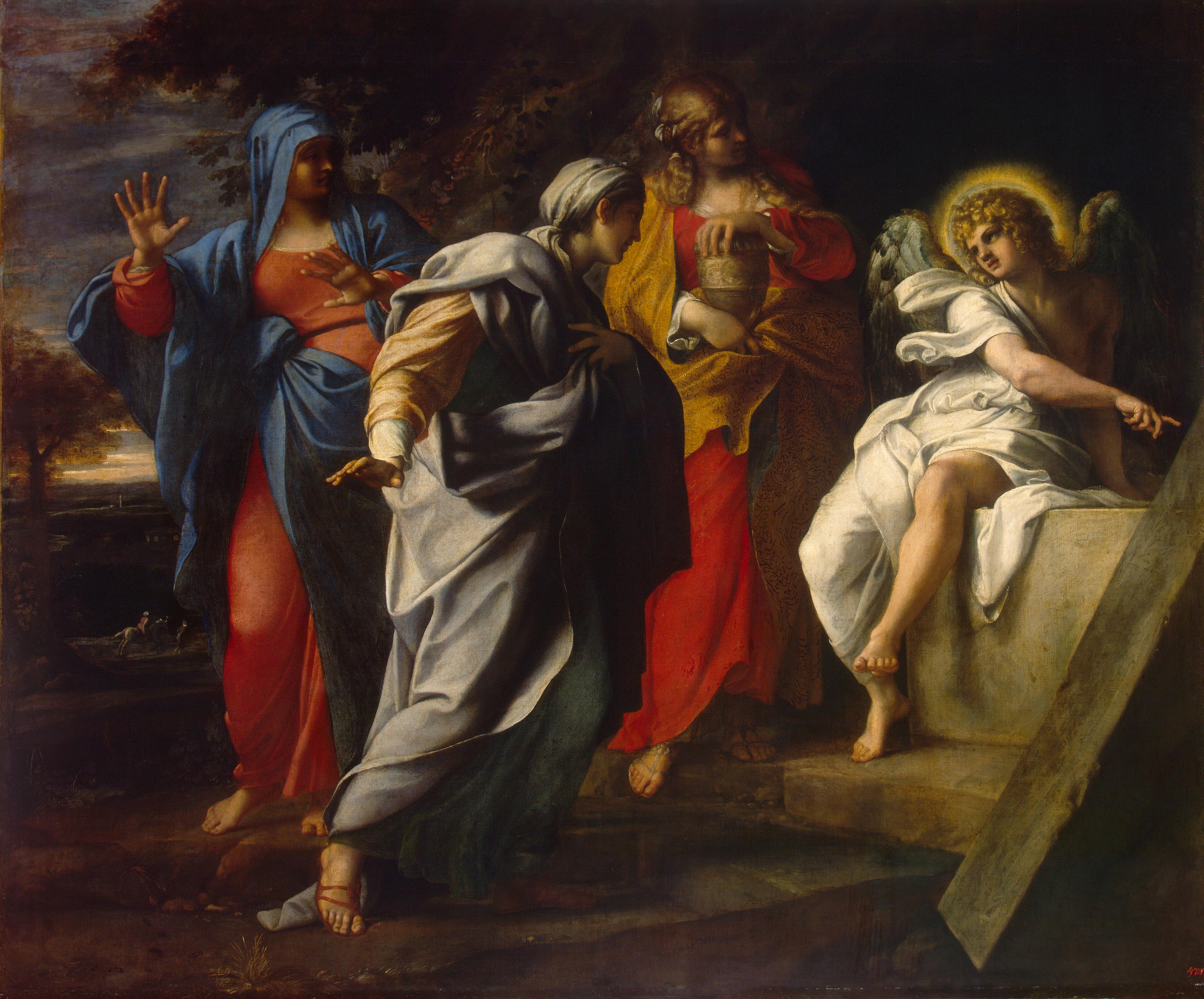
Mulheres Santas na Tumba do Cristo (c. 1590s) de Annibale Carracci. Em, Maria Madalena e uma "outra Maria" encontram um anjo na tumba, que lhes diz que Cristo ressurgiu.

A descrição mais antiga das aparições de Jesus pós-ressurreição é uma citação de um credo pré-Paulino preservado pelo Apóstolo Paulo em Coríntios 15:3–8 que foi escrito cerca de 20 anos antes de qualquer um dos evangelhos. Esta passagem não faz menção a Maria Madalena, às outras mulheres, ou à história do túmulo vazio, mas credita a Simão Pedro o fato de ter sido o primeiro a ver Jesus ressuscitado. Apesar disso, todos os quatro evangelhos canônicos, bem como o Evangelho apócrifo de Pedro, concordam que Maria Madalena, sozinha ou como membro de um grupo, foi a primeira pessoa a descobrir que o túmulo de Jesus estava vazio. No entanto, os detalhes de tais relatos diferem bastante.
Segundo Marcos 16:1–8, o relato mais antigo da descoberta do túmulo vazio conta que Maria Madalena, Maria, mãe de Tiago, e Salomé foram ao túmulo logo após o nascer do sol, um dia e meio após o sepultamento de Jesus e descobriram que a pedra da entrada já havia sido removida. Eles entraram e viram um jovem vestido de branco, que lhes disse que Jesus havia ressuscitado dos mortos e os instruiu a dizer aos discípulos do sexo masculino que ele os encontraria na Galileia. Em vez disso, as mulheres fugiram e não contaram a ninguém, porque estavam com muito medo. O texto original do evangelho termina aqui, sem que o Jesus ressuscitado apareça a ninguém. Casey argumenta que a razão para este final abrupto pode ser porque o Evangelho de Marcos é um primeiro rascunho inacabado.
Segundo Mateus 28:1–10, Maria Madalena e uma "outra Maria" teriam ido juntas até o túmulo. Um terremoto ocorreu e um anjo vestido de branco desceu dos céus e rolou a pedra para o lado enquanto as mulheres observavam. O anjo disse-lhes que Jesus havia ressuscitado dos mortos. Então o próprio Jesus ressuscitado apareceu às mulheres quando elas saíam do túmulo e lhes disse que avisassem aos outros discípulos que os encontraria na Galileia.
Segundo Lucas 24:1–12, Maria Madalena, Joana e Maria, mãe de Tiago, foram até o túmulo e encontraram a pedra rolada para o lado, tal como em Marcos. Elas entraram e viram dois jovens vestidos de branco que lhes contaram que Jesus havia ressuscitado dos mortos. Então elas contaram aos onze apóstolos restantes, que consideraram a história delas um absurdo. No relato de Lucas, Jesus nunca apareceu às mulheres, mas teria aparecido primeiro a Cleófas e a um discípulo sem nome na estrada para Emaús. A narrativa de Lucas também remove a ordem para as mulheres dizerem aos discípulos para retornarem à Galileia e, em vez disso, faz com que Jesus diga aos discípulos “não” para retornarem à Galileia, mas sim para permanecerem nos arredores de Jerusalém. Segundo Ann Graham Brock, essas e outras lacunas são indícios de manipulações sutis feitas pelo autor do Evangelho de Lucas, de uma maneira que diminui o status de Madalena.

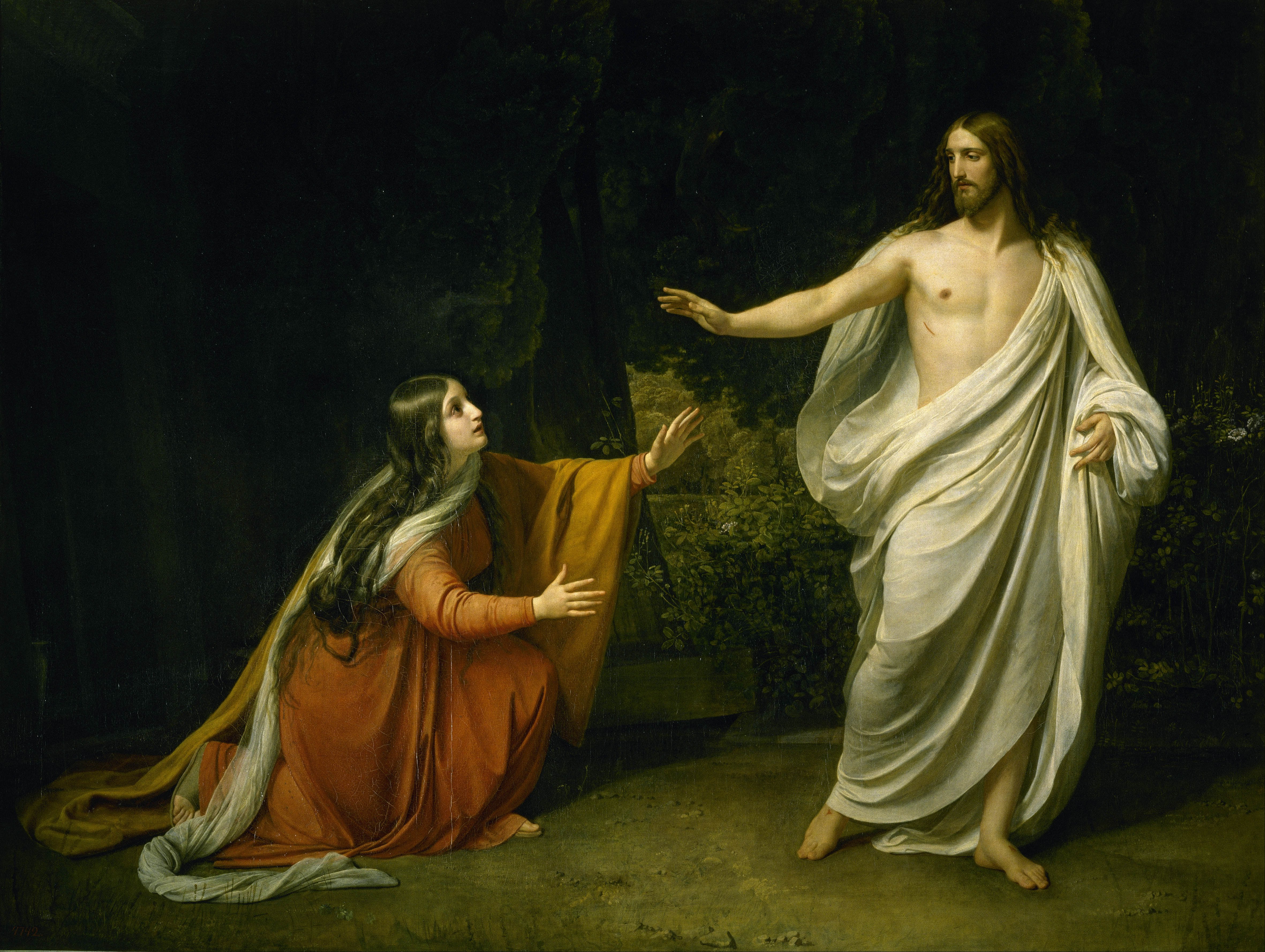
Aparição de Jesus Cristo a Maria Madalena (1835) de Alexander Andreyevich Ivanov. Em, Maria Madalena vê o Jesus ressurgido sozinha e ele então lhe diz "Não me toque, pois ainda não ascendi para meu pai".

O papel de Maria Madalena na narrativa da ressurreição aumenta muito no relato do Evangelho de João. Segundo João 20:1–10 Maria Madalena foi sozinha ao túmulo quando ainda estava escuro e viu que a pedra já havia sido removida. Ela não viu ninguém, mas imediatamente correu para contar a Pedro e ao "discípulo mais amado", que foram com ela até a tumba e confirmou que estava vazia, mas foram para casa sem encontrar com Jesus.
Em João 20:11–18, Maria, agora sozinha no jardim fora da tumba, viu dois anjos sentados onde o corpo de Jesus estava. Então Jesus ressuscitado se aproximou dela. A princípio ela o confundiu com o jardineiro, mas, depois de ouvi-lo dizer seu nome, ela o reconheceu e gritou "Rabbouni!" (que significa "professor" em aramaico).
As próximas palavras dele podem ser traduzidas como "não me toques, pois ainda não ascendi a meu pai" ou Pare de se apegar a mim, [etc.] esta última versão sendo a mais provável tendo em vista a gramática (imperativo presente negado: pare de fazer algo já em andamento), bem como o desafio de Jesus a Tomé uma semana depois. Jesus então a enviou para contar aos outros apóstolos as boas novas de sua ressurreição. O Evangelho de João retrata, portanto, Maria Madalena como a primeira apóstola, a apóstola enviada “aos” apóstolos.
Como os escribas não estavam satisfeitos com o final abrupto do Evangelho de Marcos, eles escreveram vários finais alternativos diferentes para ele. Na versão curta, encontrada em poucos manuscritos, as mulheres vão até "aqueles ao redor de Pedro" e contam o que viram no túmulo, seguido por uma breve declaração do evangelho sendo pregado de leste a oeste. Este final "forçado" contradiz o último versículo do evangelho original, afirmando que as mulheres "não contaram a ninguém". O final mais longo", encontrado na maioria dos manuscritos existentes, é um "amálgama de tradições" contendo episódios derivados de outros evangelhos. Primeiro, descreve uma aparição de Jesus apenas a Maria Madalena (como no Evangelho de João), seguido por breves descrições dele aparecendo aos dois discípulos no caminho para Emaús (como no Evangelho de Lucas) e aos onze discípulos restantes (como no Evangelho de Mateus).
Em seu livro publicado em 2006, Ehrman afirma que "parece praticamente certo" que as histórias do túmulo vazio, independentemente de serem precisas ou não, podem ser rastreadas até a histórica Maria Madalena, dizendo que, na sociedade judaica, as mulheres eram consideradas testemunhas não confiáveis e eram proibidas de prestar depoimento em tribunal, então os primeiros cristãos não teriam motivo para inventar uma história sobre uma mulher sendo a primeira a descobrir o túmulo vazio. Na verdade, se eles tivessem inventado a história, teriam uma forte motivação para fazer de Pedro, o discípulo mais próximo de Jesus enquanto ele estava vivo, o descobridor do túmulo. Ele também diz que a história de Maria Madalena descobrindo o túmulo vazio é atestada de forma independente nos Sinópticos, o Evangelho de João e no Evangelho de Pedro. N. T. Wright afirma que "é, francamente, impossível imaginar que [as mulheres no túmulo] foram inseridas na tradição depois da época de Paulo".
Casey por sua vez desafia este argumento, reiterando que as mulheres no túmulo não são testemunhas legais, mas sim heroínas de acordo com uma longa tradição judaica. Ele afirma que a história do túmulo vazio foi inventada pelo autor do Evangelho de Marcos ou por uma de suas fontes, com base no fato historicamente genuíno de que as mulheres realmente estiveram presentes na crucificação e sepultamento de Jesus. Em seu livro publicado em 2014, Ehrman rejeita seu próprio argumento anterior, afirmando que a história do túmulo vazio só pode ser uma invenção posterior porque não há praticamente nenhuma possibilidade de que o corpo de Jesus poderia ter sido colocado em qualquer tipo de tumba e, se Jesus nunca foi enterrado, então ninguém vivo na época poderia ter dito que seu túmulo inexistente foi encontrado vazio. Ele conclui que a ideia de que os primeiros cristãos não teriam "nenhum motivo" para inventar a história simplesmente "sofre de uma imaginação muito pobre"  e que eles teriam todos os tipos de motivos possíveis, especialmente porque as mulheres estavam sobrerrepresentadas nas primeiras comunidades cristãs e as mulheres teriam tido uma forte motivação para inventar uma história sobre outras mulheres terem sido as primeiras a encontrar o túmulo. Ele conclui mais tarde, no entanto, que Maria Madalena deve ter sido uma das pessoas que teve uma experiência em que ela pensou ter visto o Jesus ressuscitado, citando sua proeminência nas narrativas da ressurreição do evangelho e sua ausência em todos os outros lugares dos evangelhos como evidência.

## Legado

### Escritos apócrifos dos primeiros cristãos
Os escritos apócrifos do Novo Testamento mencionam Maria Madalena. Alguns desses escritos foram citados como escrituras pelos primeiros cristãos. No entanto, eles nunca foram admitidos no cânone do Novo Testamento. As igrejas católica romana, ortodoxa oriental e protestante geralmente não veem esses escritos como parte da Bíblia. Em alguns destes textos apócrifos, Maria Madalena é retratada como uma visionária e líder do primeiro movimento cristão, a quem Jesus amava mais do que amava os outros discípulos. Esses textos foram escritos muito depois da morte da histórica Maria Madalena. Eles não são considerados pelos estudiosos da Bíblia como fontes confiáveis de informações sobre sua vida. Sanders resume o consenso acadêmico de que:
| “ | (...) muito, muito pouco nos evangelhos apócrifos poderia remontar ao tempo de Jesus. Eles são lendários e mitológicos. De todo o material apócrifo, apenas alguns dos ditos do Evangelho de Tomé merecem consideração. | ” |

No entanto, os textos têm sido frequentemente promovidos em obras modernas como se fossem confiáveis. Tais obras muitas vezes apoiam declarações sensacionalistas sobre o relacionamento de Jesus e Maria Madalena.
Muitos textos gnósticos apontam para uma tradição que considerava Maria Madalena como membro importante do círculo de discípulos de Jesus, algumas vezes aparecendo como a discípula favorita de Jesus. Papel relevante no Evangelho de Tomé, Evangelho de Maria, Evangelho de Filipe, Atos de Filipe, Pistis Sophia, Diálogo do Salvador e Sofia de Jesus Cristo. Já os maniqueístas conferiam uma imagem virtuosa ideal de Maria Madalena, confluindo ela com Maria de Betânia, porém ela não aparecia como uma figura de conflito com outros apóstolos ou como recebendo alguma sabedoria especial.

#### Diálogo do Salvador

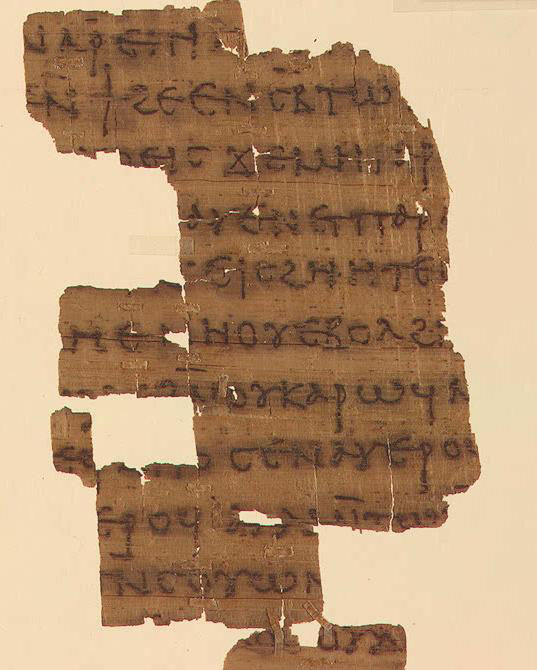
Fragmento de um texto apócrifo do século IV, Diálogo do Salvador, no qual Maria Madalena é uma figura central.

O primeiro diálogo entre Jesus e Maria Madalena é provavelmente o Diálogo do Salvador, um texto gnóstico bastante danificado descoberto na Biblioteca de Nague Hamadi em 1945. O diálogo consiste em uma conversa entre Jesus, Maria e dois apóstolos, Tomé e Mateus. Na fala 53, o Diálogo atribui a Maria três aforismos que são atribuídos a Jesus no Novo Testamento: "A maldade de cada dia [é suficiente]. Os trabalhadores merecem sua comida. Os discípulos se parecem com seus professores". O narrador elogia Maria afirmando que "ela falou esta declaração como uma mulher que entendia tudo".

#### Pistis Sophia
O Pistis Sophia, possivelmente datado do século II, é o melhor sobrevivente dos escritos gnósticos. Foi descoberto no século XVIII em um grande volume contendo numerosos tratados gnósticos antigos. O documento assume a forma de um longo diálogo no qual Jesus responde às perguntas de seus seguidores. Das 64 perguntas, 39 são apresentadas por uma mulher chamada Maria ou Maria Madalena. A certa altura, Jesus diz: “Maria, bendita, a quem aperfeiçoarei em todos os mistérios das alturas, discursa abertamente, tu, cujo coração está elevado ao reino dos céus mais do que todos os teus irmãos”. Em outro ponto, ele diz a ela: "Muito bem, Maria. Você é mais abençoada do que todas as mulheres na terra, porque você será a plenitude da plenitude e a conclusão da conclusão". Simão Pedro, irritado com o domínio de Maria na conversa, diz a Jesus: "Meu mestre, não podemos suportar esta mulher que atrapalha e não deixa nenhum de nós falar, embora ela fala o tempo todo". Maria se defende, dizendo: "Meu mestre, eu entendo em minha mente que posso me apresentar a qualquer momento para interpretar o que Pistis Sophia [a divindade feminina] disse, mas tenho medo de Pedro, porque ele me ameaça e odeia nosso gênero". Jesus garante a ela: "Qualquer um daqueles cheios do espírito da luz se apresentarão para interpretar o que eu digo: ninguém será capaz de se opor a eles".

#### Evangelho de Tomé

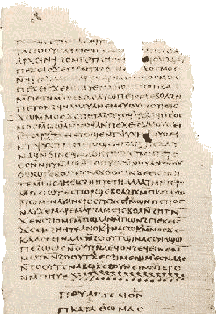
Última página do Evangelho de Tomé de Nag Hammadi, contendo o relato da reafirmação de Jesus da autoridade de Maria a Pedro.

O Evangelho de Tomé, geralmente datado do final do primeiro ou início do segundo século, estava entre os textos antigos descobertos na Biblioteca de Nague Hamadi em 1945. O Evangelho de Tomé consiste inteiramente em 114 ditos atribuídos a Jesus. Muitos desses ditos são semelhantes aos dos evangelhos canônicos, mas outros são completamente diferentes de qualquer coisa encontrada no Novo Testamento. Alguns pesquisadores acreditam que pelo menos alguns desses ditos podem ser autenticamente remontados ao período histórico Jesus. Dois deles fazem referência a uma mulher chamada "Maria", que geralmente é considerada como Maria Madalena. Na fala 21, a própria Maria faz a Jesus uma pergunta perfeitamente inócua: "Como são seus discípulos?". Jesus responde: “Eles são como crianças que se estabeleceram num campo que não é deles. Quando os donos do campo vierem, dirão: 'Vamos recuperar o nosso campo.' Eles (vão) despir-se na sua presença para que possam recuperar o seu campo e devolvê-lo". A seguir, Jesus continua a sua explicação com uma parábola sobre o dono de uma casa e um ladrão, terminando com a retórica comum: “Quem tem ouvidos para ouvir, ouça”.

A menção de Maria na fala 114, entretanto, gerou considerável controvérsia:
| “ | Simão Pedro disse-lhes: Deixai Maria sair do nosso meio, porque as mulheres não são dignas da vida. Jesus disse: Eis que eu a guiarei, para torná-la macho, para que ela também se torne um espírito vivente como vós, machos. Pois toda mulher que se fizer homem entrará no reino dos céus.Meyer 1992 | ” |

#### Evangelho de Filipe

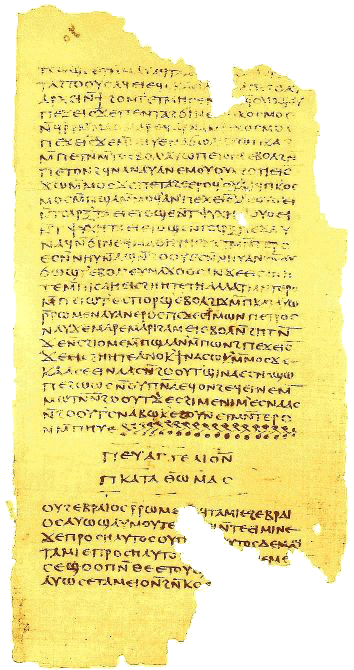
Texto do Evangelho de Filipe de Nag Hammadi.

O Evangelho de Filipe, datado do século II ou III, sobrevive em parte entre os textos encontrados em Nag Hammadi em 1945. Em uma maneira muito semelhante àquela do Evangelho de João, o Evangelho de Filipe apresenta Maria Madalena entre a comitiva feminina de Jesus, acrescentando que ela era sua koinônos, uma palavra grega traduzida de várias maneiras em versões contemporâneas como parceira, associada, camarada, companheira:
| “ | Foram três as que sempre caminharam com o Senhor: Maria, sua mãe, e sua irmã, e Madalena, que era chamada de sua companheira. Sua irmã, sua mãe e sua companheira eram, cada uma, uma Maria.Grant 1961, pp. 129–140 | ” |

O Evangelho de Filipe usa cognatos como koinônos e equivalentes coptas para se referir ao emparelhamento literal de homens e mulheres no casamento e nas relações sexuais, mas também metaforicamente, referindo-se a uma parceria espiritual e à reunificação do cristão gnóstico com o reino divino. O Evangelho de Filipe também contém outra passagem relacionada ao relacionamento de Jesus com Maria Madalena. O texto com adições mal fragmentadas e especuladas, mas não confiáveis, são mostradas entre colchetes:
| “ | E a companheira do [salvador era] Maria Madalena. [Cristo] amava Maria mais do que [todos] os discípulos, [e costumava] beijá-la [frequentemente] no [–]. O resto dos discípulos [ficaram ofendidos com isso e expressaram desaprovação]. Eles lhe disseram: "Por que você a ama mais do que todos nós?" O Salvador respondeu e disse-lhes: "Por que não vos amo como ela? Quando um cego e aquele que vê estão ambos juntos nas trevas, eles não são diferentes um do outro. Quando a luz vier, então aquele que vê, então verá a luz, e o cego permanecerá nas trevas."Grant 1961, pp. 129–140 | ” |

Para os primeiros cristãos, o beijo não tinha uma conotação romântica e era comum os cristãos beijarem seus irmãos crentes como forma de saudação. Esta tradição ainda é praticada em muitas congregações cristãs hoje e é conhecida como o "beijo da paz". Ehrman explica que, no contexto do Evangelho de Filipe, o beijo da paz é usado como um símbolo para a passagem da verdade de uma pessoa para outra e que não é uma "preliminar divina".

#### Evangelho de Maria

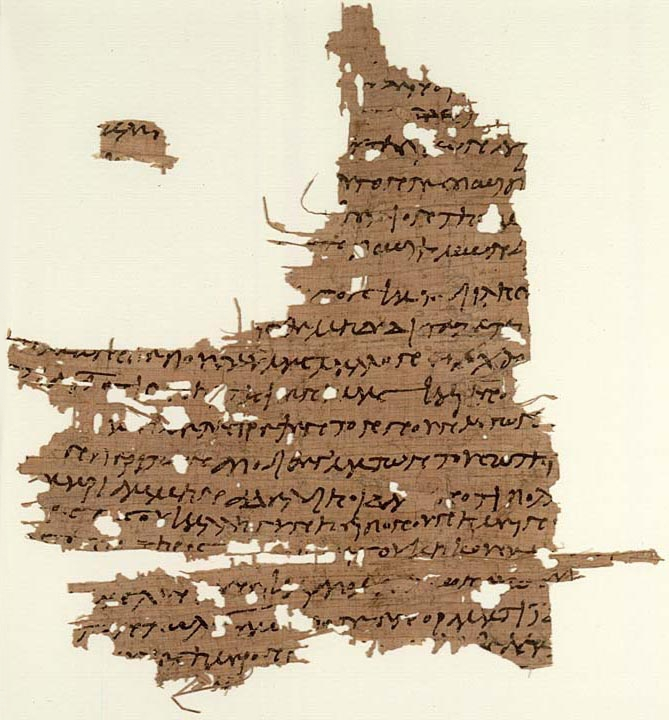
Papiros de Oxirrinco L 3525, fragmento do texto grego do Evangelho de Maria.

O Evangelho de Maria é o único texto apócrifo sobrevivente com o nome de uma mulher. Ele contém informações sobre o papel das mulheres na igreja primitiva. O texto provavelmente foi escrito mais de um século após a morte da histórica Maria Madalena. O texto não é atribuído a ela e sua a autora é anônima. Em vez disso, recebeu seu título porque é a seu respeito. O texto principal sobrevivente vem de uma tradução copta preservada em um manuscrito do século V (Berolinensis Gnosticus 8052,1) descoberto no Cairo em 1896. Como resultado de numerosos revezes, o manuscrito não foi publicado até 1955. Aproximadamente metade do texto do evangelho neste manuscrito foi perdido; na primeira metade faltam seis páginas e quatro do meio. Além desta tradução copta, dois breves fragmentos do evangelho do século III no original grego (Papiro Rylands 463 e o Papiro de Oxirrinco L 3525) também foram descobertos, os quais foram publicados em 1938 e 1983, respectivamente.

A primeira parte do evangelho trata das palavras de despedida de Jesus aos seus seguidores após uma aparição pós-ressurreição. Maria aparece pela primeira vez na segunda parte, na qual ela conta ao outro discípulos, que temem por suas próprias vidas: "Não chorem, nem se entristeçam, nem tenham dúvidas, pois a sua graça estará com todos vocês e os protegerá. Em vez disso, louvemos a sua grandeza, pois ele nos preparou e nos tornou verdadeiramente humanos". Ao contrário do Evangelho de Tomé, onde as mulheres só podem ser salvas tornando-se homens, no Evangelho de Maria, elas podem ser salvas tal como são. Pedro se aproxima de Mary e pergunta a ela:
| “ | Irmã, sabemos que o Salvador te amou mais do que as outras mulheres. Diga-nos as palavras do Salvador que você lembra e conhece, mas nós não as conhecemos, nem as ouvimos". Maria respondeu e disse: "O que está escondido de você eu te anunciarei". E ela começou a falar com estas palavras: “Eu”, disse ela, “vi o Senhor numa visão e disse-lhe: Senhor, hoje te vi numa visão”.de Boer 2005, p. 74 | ” |

Maria continua, descrevendo em profundidade uma cosmologia gnóstica, revelando que ela é a única que entendeu os verdadeiros ensinamentos de Jesus.  André, o Apóstolo a desafia, insistindo "Diga o que você pensa sobre o que ela disse, mas não acredito que o salvador tenha dito isso. Esses ensinamentos são ideias estranhas". Pedro responde: Ele realmente conversou com uma mulher em particular, sem o nosso conhecimento? Deveríamos todos ouvi-la? Ele a preferia a nós?".
As respostas de André e Pedro tentam demonstrar que eles não entendem os ensinamentos de Jesus e que é realmente apenas Maria quem realmente entende. O apóstolo Mateus vem em defesa de Maria, repreendendo duramente Pedro: "Pedro, você está sempre com raiva. Agora vejo você argumentando contra essa mulher como um adversário. Se o salvador a tornou digna, quem é você para rejeitá-la? Certamente o salvador a conhece bem. É por isso que ele a amou mais do que a nós".

#### As escrituras borboritas
Os borboritas, também conhecidos como fibionitas, eram uma seita cristã primitiva gnóstica do final do século IV que tinha numerosas escrituras envolvendo Maria Madalena, incluindo As Perguntas de Maria, As Maiores Perguntas de Maria, As Perguntas Menores de Maria e O Nascimento de Maria. Nenhum desses textos sobreviveu até o presente, mas eles são mencionados pelo antigo caçador de hereges cristão Epifânio de Salamina em seu Panarion.
Epifânio diz que as “Questões Maiores de Maria” continham um episódio em que, durante uma aparição pós-ressurreição, Jesus levou Maria ao topo de uma montanha, onde puxou uma mulher de seu lado e teve relações sexuais com ela. Então, após ejaculação, Jesus bebeu seu próprio sêmen e disse a Maria: "Assim devemos fazer, para que possamos viver". Ao ouvir isso , Maria desmaiou instantaneamente, ao que Jesus respondeu ajudando-a a se levantar e dizendo-lhe: "Ó homem de pouca fé, por que duvidaste?". Esta história foi supostamente a base para o ritual borborita da Eucaristia no qual eles supostamente participavam de orgias e bebiam sêmen e sangue menstrual como o "corpo e sangue de Cristo", respectivamente. Ehrman lança dúvidas sobre a precisão do resumo de Epifânio, comentando que "os detalhes da descrição de Epifânio soa muito parecido com o que você pode encontrar nos antigos boatos sobre sociedades secretas no mundo antigo".

### Era patrística

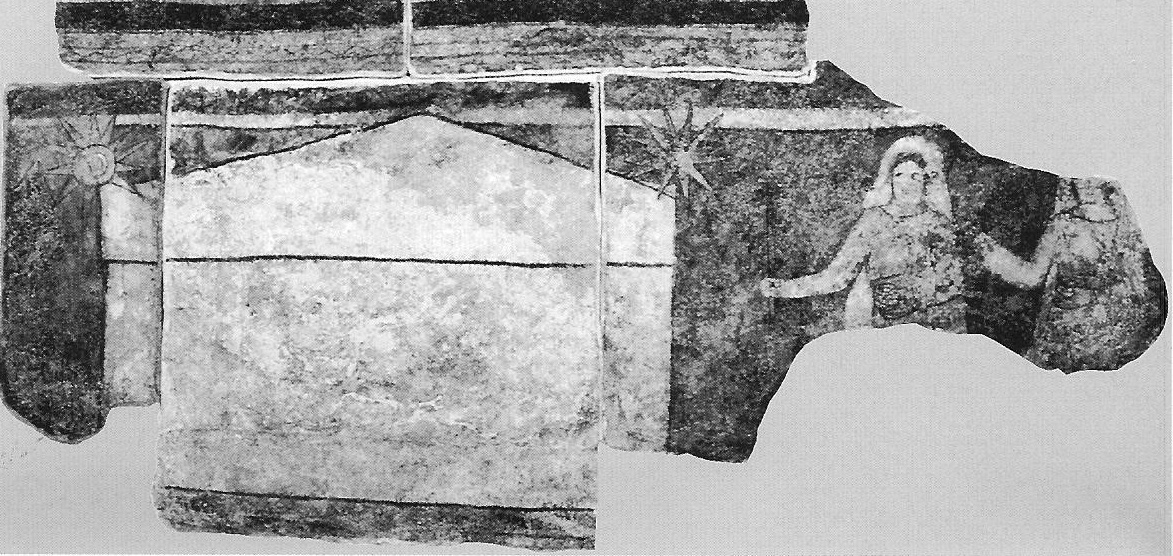
Este afresco da nave da Igreja de Dura Europo data de c. 240 e contém a representação mais antiga que sobreviveu de Maria Madalena. Ela é mostrada ao lado de duas outras mulheres (a terceira agora quase completamente desaparecida devido a grandes danos), cada uma segurando uma tocha acesa e uma tigela de mirra, enquanto se aproximam do túmulo de Jesus, que ainda está selado.

A maioria dos primeiros Padres da Igreja não menciona Maria Madalena, e aqueles que a mencionam geralmente apenas a discutem muito brevemente.
Uma das tendências iniciais dos autores patrísticos é a consideração de que Maria Madalena foi testemunha da Ressurreição, o que aparece desde Irineu de Lião. Outras tendências incluem observações sobre o caráter ou estado interno da Madalena; afirmações sobre sua importância como uma figura representativa; e a confluência de Madalena com Maria de Betânia ou com a ungidora e pecadora anônima de passagens da Bíblia. Essa fusão de figuras foi debatida na patrística até o século VI e não havia consenso sobre a identidade de Madalena e seu significado, até quando o Papa Gregório afirmou a confluência e sua aceitação prevaleceu.
Na sua polémica anticristã A Verdadeira Palavra, escrita entre 170 e 180, o filósofo pagão Celso declarou que Maria Madalena nada mais era do que "uma mulher histérica... que ou sonhava num certo estado de espírito e através de ilusões tinha um alucinação devido a alguma noção errada (uma experiência que já aconteceu a milhares de pessoas), ou, o que é mais provável, quis impressionar os outros contando esta história fantástica e, assim, através desta história para boi dormir, proporcionar uma oportunidade a outros mendigos." O Padre da Igreja Orígenes (c. 184 – c. 253) defendeu o cristianismo contra esta acusação em seu tratado apologético Contra Celso, mencionando Mateus 28:1, que lista Maria Madalena e "a outra Maria" vendo o Jesus ressuscitado, fornecendo assim um segundo testemunho. Orígenes também preserva uma declaração de Celso de que alguns cristãos de sua época seguiram os ensinamentos de uma mulher chamada "Mariamme", que quase certamente é Maria Madalena. Orígenes simplesmente descarta isso, comentando que Celso "derrama sobre nós um monte de nomes".
Maria Madalena tem a reputação no cristianismo ocidental de ser uma prostituta arrependida ou uma mulher dissoluta; no entanto, estas declarações não são apoiadas pelos evangelhos canônicos, que em nenhum momento implicam que ela alguma vez tenha sido uma prostituta ou que de alguma forma tenha sido notável por um modo de vida pecaminoso. O equívoco provavelmente surgiu devido a uma fusão entre Maria Madalena e Maria de Betânia (que unge os pés de Jesus em João 11:1-12), e a "mulher pecadora" sem nome que unge os pés de Jesus em Lucas 7:36-50. Já no século III, o Padre da Igreja Tertuliano (c. 160-225) faz referência ao toque da "mulher que era pecadora" no esforço para provar que Jesus "não era um fantasma, mas realmente um corpo sólido". Isso pode indicar que Maria Madalena já estava sendo confundida com a "mulher pecadora" em Lucas 7:36-50, embora Tertuliano nunca identifique claramente a mulher de quem fala como Maria Madalena.
Um sermão atribuído a Hipólito de Roma (c. 170-235) refere-se a Maria de Betânia e sua irmã Marta buscando Jesus no jardim tal qual Maria Madalena em João 20, indicando uma confluência entre Maria de Betânia e Maria Madalena. O sermão descreve a mulher confundida como uma "segunda Eva" que compensa a desobediência da primeira Eva através da sua obediência. O sermão também identificaria explicitamente Maria (de Magdala ou de Betânia) e as outras mulheres como "apóstolas dos apóstolos", atribuição que talvez aparece aqui pela primeira vez e a qual teria dado origem ao título posterior. Porém, isso também é incerto, pois não se sabe o contexto extrabíblico da tradição em referência a Maria de Betânia e sua irmã, e se havia de fato uma confluência dela com Madalena em seu contexto de época.
Outros além de Hipólito podem ter assumido a suposta confluência de Maria Madalena com Maria de Betânia e a pecadora anônima nesse período inicial. Além do mais, em específico nesse sermão de Hipólito, a associação pode ter surgido devido a ele ter equacionado a Sulamita dos Cânticos dos Cânticos com Maria e Marta, postas como a "Noiva" em busca do Noivo Messiânico. Essa associação pode também ter se refletido na origem da data de celebração de Maria Madalena, no dia 22 de julho, uma semana antes do dia festivo de Marta no Missal Católico Romano, e, a partir do século VIII, registra-se que no dia da festa os devotos se lembravam do amor de Madalena por Cristo, realizavam a leitura de versos do Cântico dos Cânticos e ligavam Madalena a Maria Betânia em preces intercessórias.
A primeira identificação clara de Maria Madalena como pecadora redimida vem de Efrém, o Sírio (c. 306-373). Parte da razão para a identificação de Maria Madalena como pecadora pode derivar da reputação de sua cidade natal, Magdala, que, no final do primeiro século, era famosa pelos supostos vícios e licenciosidade de seus habitantes.
Em um de seus ditos preservados, Gregório de Nissa (c. 330-395) identifica Maria Madalena como "a primeira testemunha da ressurreição, para que ela pudesse endireitar novamente, pela sua fé na ressurreição, o que foi revertido em sua transgressão." Ambrósio (c. 340-397), por outro lado, não apenas rejeitou a fusão de Maria Madalena, Maria de Betânia e a pecadora ungidora, mas até propôs que a autêntica Maria Madalena era, de fato, duas pessoas separadas: uma mulher chamada Maria Madalena que descobriu o túmulo vazio e uma Maria Madalena diferente que viu o Cristo ressuscitado. Agostinho de Hipona (354-430) cogitou a possibilidade de que Maria de Betânia e a pecadora não identificada de Lucas pudessem ser a mesma pessoa, mas não associou Maria Madalena a nenhuma delas. Em vez disso, Agostinho elogiou Maria Madalena como "inquestionavelmente... extraordinariamente mais ardente em seu amor do que essas outras mulheres que administraram ao Senhor".
A tradição patrística latina se distinguia da oriental. Esta última dava prioridade à Virgem Maria, que recebia os atributos de todas as outras Marias, incluindo a Madalena. Já os patriarcas latinos davam ênfase específica no papel compensatório único de Maria Madalena, como um contrapeso a Eva. Quem introduziu esse tema foi provavelmente Hilário de Poitiers no século IV, o que foi seguido por Agostinho. Nisso, era interpretado que, conforme a queda da humanidade se originara por uma mulher, a redenção também teria sido simbolizada pelo testemunho feminino primeiro na Ressureição. A partir disso, Madalena assumia algumas vezes um papel de "corredentora" na literatura teológica, porém nem sempre, pois em outros patriarcas Madalena era mais maculada pela imagem do "pecado original" vinculado ao seu sexo, como aparece por exemplo em Ambrósio.
Houve também a associação da figura de Maria Madalena com a Virgem Maria na tradição copta ou em alguns manuscritos teológicos. Posteriormente na Idade Média, ambas as figuras eram postas em contraste, e Madalena aparecia como beata peccatrix ("pecadora beata") e castissima meretrix ("castíssima meretriz").

### Idade Média inicial
A "mulher pecadora" sem nome em Lucas 7:36-50 nunca é identificada como uma prostituta e, na sociedade judaica da época em que o evangelho foi escrito, "pecadora" poderia simplesmente significar que ela "não observava assiduamente a lei de Moisés". A noção de Maria Madalena sendo especificamente uma ex-prostituta ou mulher solta data de uma narrativa em uma homilia influente do Papa Gregório I ("Gregório, o Grande") em 14 de setembro de 591, na qual ele não apenas identifica Madalena com a pecadora anônima com o perfume do evangelho de Lucas e com Maria de Betânia, irmã de Marta e Lázaro, mas também, pela primeira vez, identifica explicitamente seus pecados como incluindo o de natureza sexual:
"Aquela a quem Lucas chama de mulher pecadora, a quem João chama de Maria, acreditamos ser a Maria de quem foram expulsos sete demônios, segundo Marcos. O que significavam esses sete demônios, senão todos os vícios? É claro que a mulher anteriormente usava o unguento para perfumar a carne em atos proibidos. Portanto, o que ela exibira da forma mais escandalosa, ela agora oferecia a Deus da maneira mais louvável. Ela cobiçara com olhos terrenos, mas agora através da penitência estes são consumidos por lágrimas. Ela exibira o cabelo para realçar o rosto, mas agora seu cabelo seca as lágrimas. Ela havia falado coisas orgulhosas com a boca, mas ao beijar os pés do Senhor, ela agora plantou a boca nos pés do Redentor. Portanto, por cada prazer que tivera em si mesma, ela agora se imolava. Ela transformou a massa de seus crimes em virtudes, para servir a Deus inteiramente em penitência."— Papa Gregório (homilia XXXIII) Carroll 2006
Essa exegese de Gregório pode ter sido motivada como uma tentativa de resposta às questões anteriores sobre a identidade de Madalena, e justificada pela proximidade textual de a pecadora anônima aparecer no final do capítulo 7 em Lucas, antes da aparição de Maria Madalena no capítulo 8. Magdala era também uma cidade que adquiriu reputação de depravação. Gregório tinha, além do mais, intenção moral em pregar com essa estrutura narrativa, e buscou também dar uma dimensão contemplativa à Maria Madalena.
Na interpretação do Papa Gregório, os sete demônios expulsos de Maria Madalena por Jesus são transformados nos sete pecados capitais do catolicismo medieval. Para Gregório, a mulher pecadora participava de todos os setes pecados, porém seus ouvintes e comentaristas posteriores ressaltaram que o maior deles teria sido a luxúria e sua profissão como prostituta. Muitos comentaristas medievais consideravam que o "pecado feminino" era de expressão sexual.
O aspecto de pecadora arrependida tornou-se quase tão significativo quanto o de discípula em sua persona, conforme retratada na arte e na literatura religiosa ocidentais, ajustando-se bem à grande importância da penitência na teologia medieval. Nas lendas religiosas subsequentes, a história de Maria foi confundida com a de Maria do Egito, uma prostituta arrependida que então vivia como eremita. Com isso, a imagem de Maria foi, de acordo com Susan Haskins, "finalmente estabelecida... por quase mil e quatrocentos anos", embora na verdade os relatos populares medievais de sua vida mais importantes descreva-a como uma mulher rica cuja vida de liberdade sexual era puramente pelo prazer. Esta representação composta de Maria Madalena foi transportada para os textos da missa de seu dia de festa: na Missa Tridentina, a coleta a identifica explicitamente como Maria de Betânia, descrevendo Lázaro como seu irmão, e o Evangelho é a história da mulher penitente ungindo os pés de Jesus.
A "Madalena composta" nunca foi aceita pelas igrejas ortodoxas orientais, que viam Maria apenas como discípula e acreditavam que depois da Ressurreição ela viveu como companheira de Maria, mãe de Jesus, e nem mesmo no Ocidente foi universalmente aceita. A Ordem Beneditina sempre celebrou Maria de Betânia junto com Marta e Lázaro de Betânia no dia 29 de julho, enquanto Maria Madalena foi celebrada no dia 22 de julho. Não só João Crisóstomo no Oriente (Mateus, Homilia 88), mas também Ambrósio (De virginitate 3,14; 4,15) no Ocidente, ao falar de Maria Madalena depois da ressurreição de Jesus Cristo, longe de chamá-la de meretriz, sugeriu que ela era virgem. Começando por volta do século VIII, fontes cristãs registram menção a uma igreja em Magdala que supostamente foi construída no local da casa de Maria Madalena, onde Jesus a exorcizou dos sete demônios.
Numa tradição oriental apoiada pelo bispo e historiador ocidental Gregório de Tours (c. 538-594), diz-se que Maria Madalena se retirou para Éfeso, na Ásia Menor, com Maria, a mãe de Jesus, onde ambos viveram o resto da sua vida. Gregório afirma que Maria Madalena foi sepultada na cidade de Éfeso, e, segundo ele, ela podia ser vista a descoberto: "é nesta cidade que Maria Madalena descansa, sem nada que a cubra". Modesto, o Patriarca de Jerusalém de 630 a 634, descreve uma tradição ligeiramente diferente de que Maria Madalena veio a Éfeso para viver com o apóstolo João após a morte de Maria, a mãe de Jesus. Vilibaldo, cuja devoção a Maria Madalena era conhecida, fez uma peregrinação à cidade no ano de 721. A partir desse local, a tradição continua, dizendo que suas relíquias teriam sido transferidas da cidade pelo imperador Leão VI ao Monastério de Lázaro, em Constantinopla, e mais tarde as tradições ocidental e oriental se divergem quanto aos paradeiros dos fragmentos, se teriam sido movidos a Roma e depois à França, ou se espalhados em locais religiosos orientais.
A primeira evidência do culto a Madalena no Ocidente aparece no martirológio de Beda (c. 720), que aponta a data de sua festa como sendo no dia 22 de julho. A inspiração de Beda pode ter sido calendários de festas de santos ou livros litúrgicos gregos, e 22 de julho era a data da festa de Maria Madalena em Éfeso, onde se afirmava que ela estava enterrada. Vilibaldo, cuja fama pode ter contribuído para popularizar Maria Madalena na Inglaterra, havia viajado a Éfeso e foi também ordenado nesse dia. A partir do século XII, segundo Victor Saxe, houve uma "fermentação" em massa de sinais materiais de devoção madalena.

### Alta Idade Média

#### Biografias fictícias
A partir do início da Alta Idade Média, os escritores da Europa Ocidental começaram a desenvolver elaboradas biografias ficcionais da vida de Maria Madalena, nas quais embelezavam fortemente os vagos detalhes dados nos evangelhos. Histórias sobre santos nobres eram populares nesse período; consequentemente, as histórias sobre a riqueza e o status social de Maria Madalena tornaram-se fortemente exageradas. No século X, Odão de Cluny (c. 880–942) escreveu um sermão no qual descreveu Maria como uma nobre extraordinariamente rica de ascendência real. Alguns manuscritos do sermão registram que os pais de Maria se chamavam Siro e Eucária e um manuscrito descreve detalhadamente as supostas propriedades de sua família em Betânia, Jerusalém e Magdala.
O teólogo Honório de Autun (c. 1080-1151) embelezou ainda mais esta história, relatando que Maria era uma nobre rica que se casou em "Magdalum", mas que cometeu adultério, e então fugiu para Jerusalém e tornou-se uma "pecadora pública" (vulgaris meretrix). Honório menciona que, por amor a Jesus, Maria se arrependeu e retirou-se para uma vida de tranquilo isolamento. Sob a influência de histórias sobre outras santas, como Maria do Egito e Pelágia, os pintores da Itália durante os séculos IX e X começaram gradualmente a desenvolver a imagem de Maria Madalena vivendo sozinha no deserto como uma asceta penitente. Este retrato tornou-se tão popular que rapidamente se espalhou pela Alemanha e pela Inglaterra. A partir do século XII, o Abade Hugo de Semur (falecido em 1109), Pedro Abelardo (falecido em 1142) e Geoffrey de Vendôme (falecido em 1132) referiram-se a Maria Madalena como a pecadora que mereceu o título de apostolorum apostola (Apóstola dos Apóstolos), com o título se tornando comum durante os séculos XII e XIII.

##### Suposto enterro na França
Na Europa Ocidental, começaram a se desenvolver lendas elaboradas e contraditórias, que diziam que Maria Madalena tinha viajado para o sul de França e ali morreu. Começando por volta de 1050, os monges da Abadia de Vézelay de la Madaleine, na Borgonha, disseram ter descoberto o verdadeiro esqueleto de Maria Madalena. No início, a existência do esqueleto foi meramente afirmada, mas, em 1265, os monges fizeram uma espetacular demonstração pública de sua "descoberta" e, em 1267, os ossos foram levados perante o rei da França, que os venerou. Em 9 de dezembro de 1279, uma escavação ordenada por Carlos II, rei de Nápoles, em Saint-Maximin-la-Sainte-Baume, Provença, levou à descoberta de outro suposto sepultamento de Maria Madalena. O santuário foi supostamente encontrado intacto, com uma inscrição explicativa explicando por que as relíquias foram escondidas. Carlos II encomendou a construção de uma nova basílica gótica no local e, em troca de alojamento para os peregrinos, os residentes da cidade ficaram isentos de impostos. Saint-Maximin-la-Sainte-Baume gradualmente substituiu Vézelay em popularidade e aceitação.

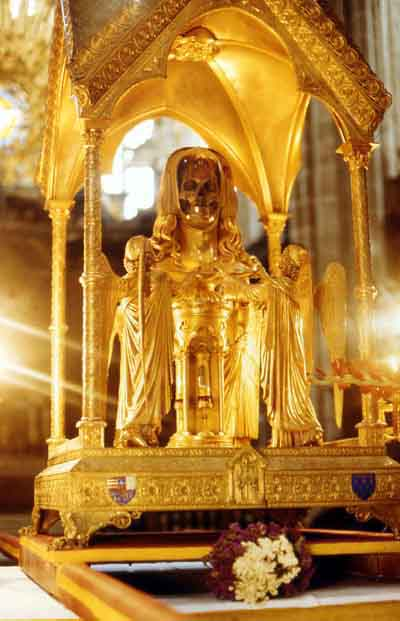
Em 1279, os monges de Saint-Maximin-la-Sainte-Baume disseram ter descoberto o esqueleto de Maria Madalena. O relicário de São Maximino, criado no século XIX, contém seu suposto crânio.

##### A Legenda Áurea

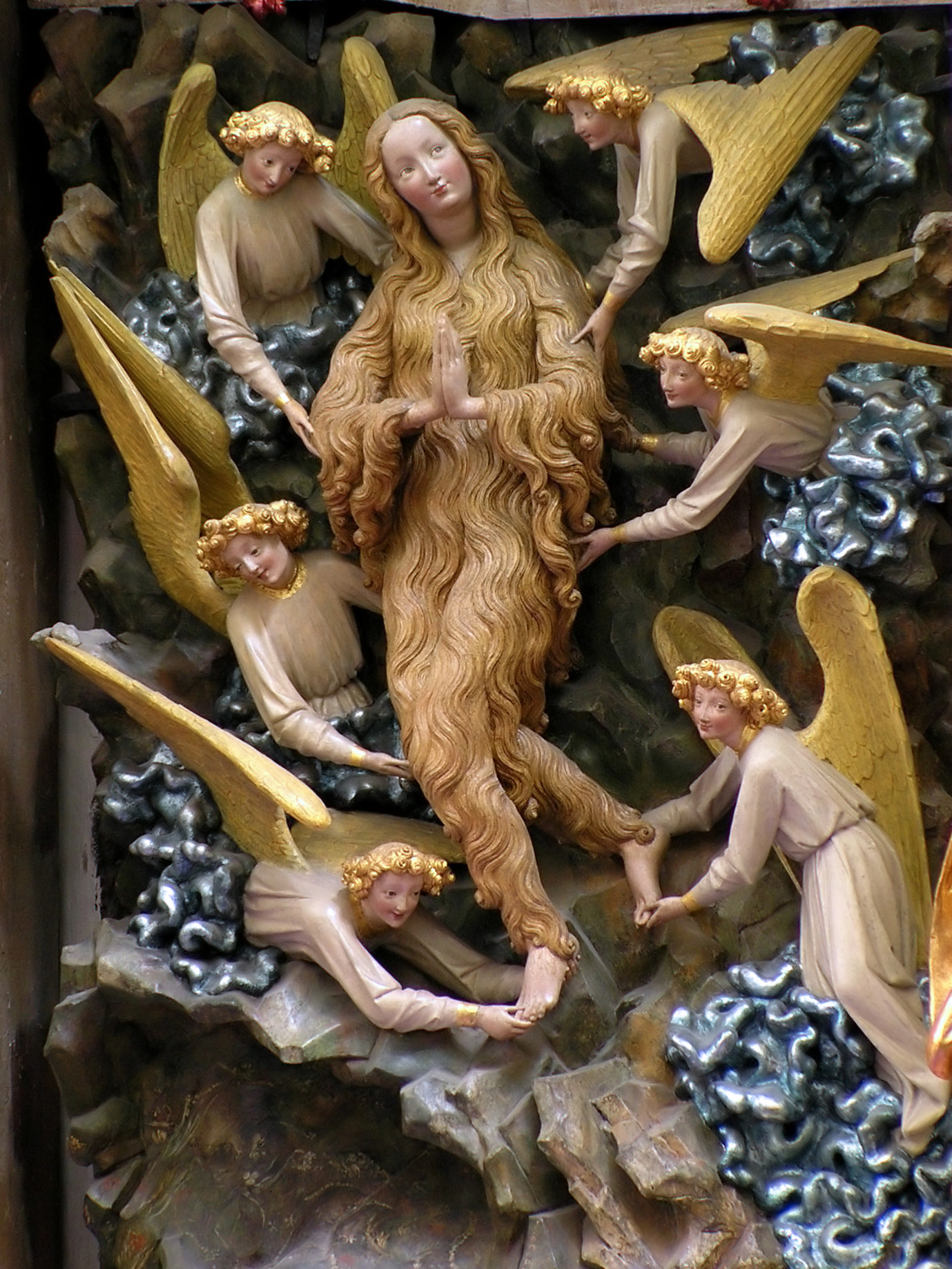
Elevação de Maria Madalena em estilo gótico internacional com anjos levantando-a na Catedral de São João em Toruń

O relato mais famoso da vida lendária de Maria Madalena vem da Lenda Dourada, uma coleção de histórias de santos medievais compiladas por volta de 1260 pelo escritor italiano e frade dominicano Giácomo de Voragine (c. 1230–1298). Neste relato, Maria Madalena é, nas palavras de Ehrman, "fabulosamente rica, incrivelmente bela e escandalosamente sensual", mas ela desiste de sua vida de riqueza e pecado para se tornar uma seguidora devotada de Jesus. Quatorze anos após a crucificação de Jesus, alguns pagãos jogam Maria, Marta, Lázaro (que, neste relato, é seu irmão devido a uma fusão com Maria de Betânia) e dois outros cristãos chamados Maximino e Cedônio em um barco sem leme no Mediterrâneo para morrer. Milagrosamente, porém, o barco chega à costa de Marselha, no sul da França. Maria convence o governador da cidade a não oferecer sacrifícios a um deus pagão e mais tarde o convence a se converter ao cristianismo depois de provar o poder do Deus cristão ao orar com sucesso a Ele para engravidar a esposa do governador. O governador e sua esposa viajam para Roma para encontrar pessoalmente o apóstolo Pedro, mas seu navio é atingido por uma tempestade, que faz com que a esposa entre em trabalho de parto. A esposa morre durante o parto e o governador a deixa em uma ilha com o bebê ainda vivo ao peito. O governador passa dois anos com Pedro em Roma e, no caminho para casa, para na mesma ilha para descobrir que, devido à milagrosa intercessão de longa distância de Maria Madalena, seu filho sobreviveu por dois anos bebendo leite no seio de sua falecida mãe. Então a esposa do governador ressuscita dos mortos e lhe diz que Maria Madalena a trouxe de volta. Toda a família regressa a Marselha, onde reencontra Maria pessoalmente. A própria Maria passa os últimos trinta anos de sua vida sozinha como asceta penitente em uma caverna no deserto da região francesa da Provença. A cada hora canônica, os anjos vêm e a elevam para ouvir suas canções no Céu. No último dia de sua vida, Maximino, agora bispo de Aix, vem até ela e lhe dá a Eucaristia. Maria chora de alegria e, depois de recebê-la, deita-se e morre. De Voragine faz o relato comum da transferência das relíquias de Maria Madalena de seu sepulcro no oratório de São Maximino em Aix-en-Provence para o recém-fundado Vézelay; o transporte das relíquias é inscrito como realizado em 771 pelo fundador da abadia, identificado como Gerardo, Duque da Borgonha.

##### Esposa de João Evangelista
O monge e historiador Domenico Cavalca (c. 1270-1342), citando Jerônimo, sugeriu que Maria Madalena estava noiva de João Evangelista: "Gosto de pensar que Madalena era esposa de João, não o afirmando... estou feliz e alegre que São Jerônimo diga isso". Às vezes, pensava-se que eram o casal das Bodas de Caná, embora os relatos dos Evangelhos nada digam sobre o abandono da cerimônia. Na Lenda Dourada, Giácomo de Voragine descarta a conversa sobre João e Maria estarem noivos e de João deixar sua noiva no altar para seguir Jesus como um absurdo.

#### Instituições madalenas
Também no período medieval, Maria Madalena foi associada aos leprosos, por diversas razões: pela metáfora em que tanto a luxúria quanto a lepra eram vistas como contagiosas e doenças da alma entre teólogos medievais; a confluência de Madalena com Maria Betânia associava-a ao irmão desta, Lázaro, o qual sofreu fusão com o mendigo leproso de mesmo nome em Lucas 16:20; a existência de exegeses que consideravam a profetisa Miriã, que recebeu a lepra, mas que fora curada, como uma prefiguração da Madalena; a conversão de Madalena em Mateus 26:6, ocorrida no lar do anfitrião Simão, o Leproso; e a marginalização dos leprosos e das prostitutas na sociedade medieval. Assim, ela se tornou padroeira suprema dos leprosos na Inglaterra, onde hospitais e colônias leprosárias eram frequentemente referidos como "casas de Maudlin" e "terras de Mawdlyn"; muitos hospitais de lepra na Itália dos séculos XIII-XIV eram dedicados à Madalena.
A partir de uma campanha para reabilitação de prostitutas que se iniciou na França no século XII, houve uma proliferação de conventos de caridade para ex-prostitutas arrependidas (dita "convertidas", convertite) na Europa, que foram também incentivadas pela bula papal de 1227 emitida por Gregório IX.

### Final da Idade Média e Renascença
A cruzada albigense se iniciou com o massacre dos hereges na igreja dedicada a Maria Madalena em Béziers, durante o dia de sua festa, em 22 de julho de 1209. O monge e cronista cisterciense do século XIII, Pedro de Vaux de Cernay, disse que fazia parte da crença cátara que o Jesus Cristo terreno tivesse um relacionamento com Maria Madalena, descrita como sua concubina: "Além disso, em suas reuniões secretas eles disseram que o Cristo que nasceu na Belém terrena e visível e foi crucificado em Jerusalém era "má", e que Maria Madalena era sua concubina – e que ela era a mulher apanhada em adultério a que se refere as Escrituras". Um documento, possivelmente escrito por Ermengaud de Béziers, sem data e anônimo e anexado ao seu Tratado contra os Hereges, faz uma declaração semelhante:
"Também eles [os cátaros] ensinam nas suas reuniões secretas que Maria Madalena era a esposa de Cristo. Ela era a mulher samaritana a quem Ele disse: “Chama o teu marido”. Ela foi a mulher levada ao adultério, a quem Cristo libertou para que os judeus não a apedrejassem, e ela estava com Ele em três lugares: no templo, no poço e no jardim. Após a Ressurreição, Ele apareceu primeiro a ela."
Porém, ambas essas fontes são muito problemáticas, como parte de tratados com intenção de descrédito. Não se sabe com certeza as crenças sobre os cátaros sobre Madalena, e possibilidades sobre isso incluem a suposição de que ela teria se casado com Jesus terreno considerado "mau" em sua cosmologia, ou então que teria feito um casamento sagrado, não físico e espiritual com o Jesus considerado "real" e "bom". Alegou-se que tanto cátaros quanto valdenses se utilizavam do exemplo de Maria Madalena para justificar mulheres pregadoras.
No Norte da Europa, Maria Madalena tornou-se um ideal de todos os tipos e papéis femininos, como aponta por exemplo Cesáreo de Heisterbach. Pelo começo do século XIII, ela  foi vista como padroeira das viúvas; uma terceira matrona entre a Virgem Maria e Santa Ana; uma virgem que ganhou novamente sua pureza por meio de suas lágrimas; e a noiva do Cristo. Ela foi tida como modelo entre as beguinas, sendo afirmada em diversas escritos de beguinagem como paradigma na transposição da linguagem do amor cortês à mystique courtoise, e representante do fino amor: a fin amant por ideal "que amou o Cristo com tamanho ardor", como afirma por exemplo a Règle des Fins Amans.
Em meados do século XIV, um frade dominicano escreveu uma biografia de Maria Madalena na qual a descrevia se mutilando brutalmente após abandonar a prostituição, arranhando suas pernas até sangrarem, arrancando tufos de cabelo e espancando o rosto com os punhos e os seios com pedras. Este retrato dela inspirou o escultor Donatello (c. 1386-1466) a representá-la como uma asceta magra e espancada em sua escultura em madeira Madalena Arrependida (c. 1454) para o Batistério de Florença. Em 1449, o rei Renato de Anjou deu à Catedral de Angers a ânfora de Caná em que Jesus transformou a água em vinho, adquirindo-a das freiras de Marselha, que lhe contaram que Maria Madalena a trouxera consigo da Judeia, relativa à lenda onde ela foi a noiva abandonada no casamento após o qual João Evangelista recebeu seu chamado de Jesus.

### Reforma e Contrarreforma

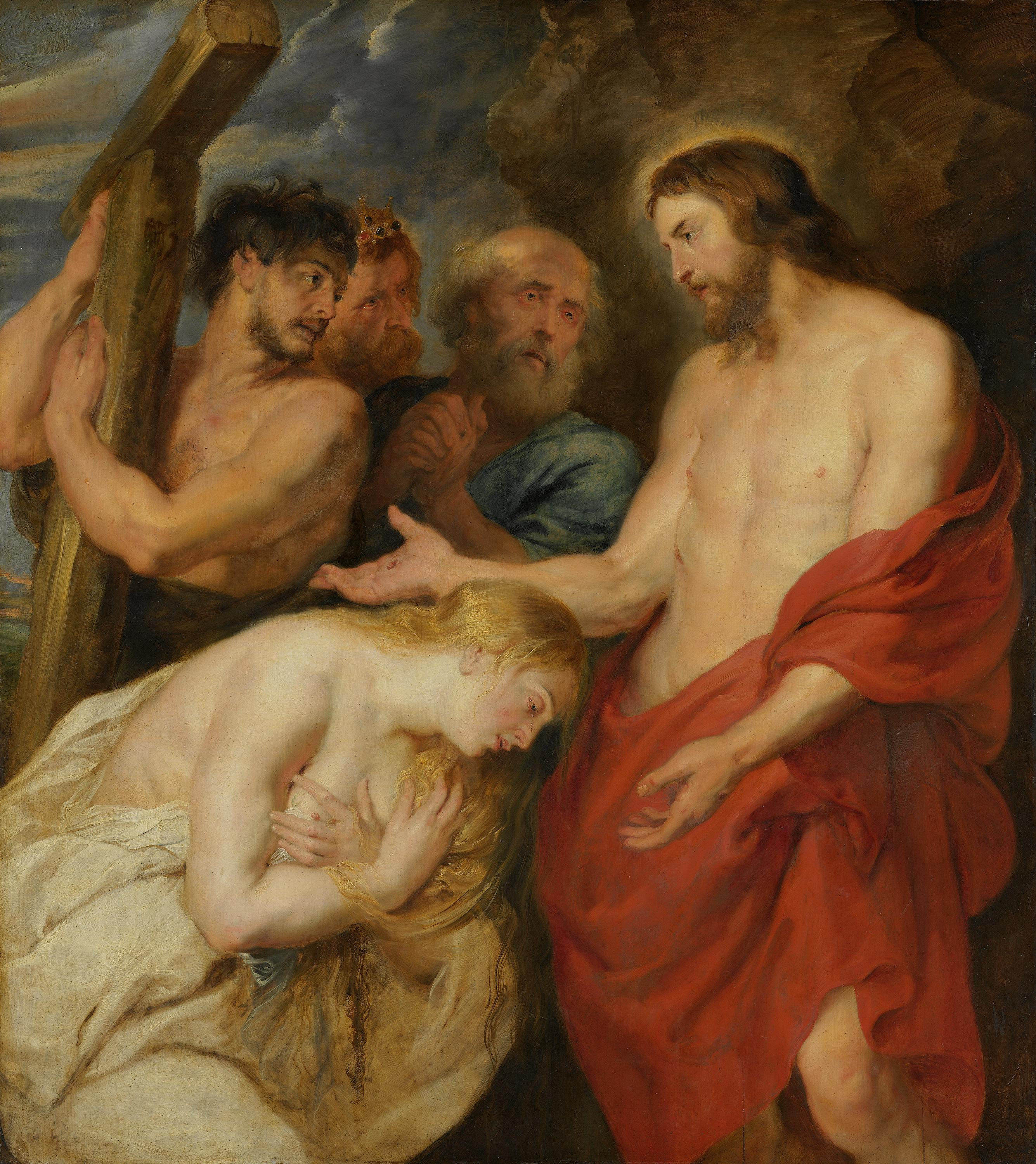
Cristo e os Pecadores Penitentes (1617) de Peter Paul Rubens é um exemplo típico de como Maria Madalena foi retratada durante a era barroca, enfatizando seu fascínio erótico e borrando os limites entre a arte religiosa e a arte erótica.

Em 1517, à beira da Reforma Protestante, o principal humanista francês do Renascimento, Jacques Lefèvre d'Étaples, publicou seu livro De Maria Magdalena et triduo Christi disceptatio (Disputa sobre Maria Madalena e os Três Dias de Cristo), no qual argumentava contra a fusão de Maria Madalena, Maria de Betânia e o pecador sem nome em Lucas. Vários autores publicaram uma enxurrada de livros e panfletos em resposta, a grande maioria dos quais se opunham a Lefèvre d'Étaples. Em 1521, a faculdade de teologia da Sorbonne condenou formalmente a ideia de que as três mulheres eram pessoas separadas como herética, e o debate morreu, superado pelas questões maiores levantadas por Martinho Lutero. Lutero e Ulrico Zwingli (1484–1531) apoiaram a Madalena composta. Lutero, cujas opiniões sobre a sexualidade eram muito mais liberais do que as de seus colegas reformadores, supostamente uma vez brincou com um grupo de amigos que "até o próprio Cristo piedoso" havia cometido adultério três vezes: uma vez com Maria Madalena, uma vez com a samaritana no poço, e uma vez com a adúltera que ele libertou tão facilmente. Como o culto de Maria Madalena estava inextricavelmente associado ao ensino católico da intercessão dos santos, foi alvo de críticas particularmente duras por parte dos líderes protestantes. Zwingli exigiu a abolição do culto a Maria Madalena e a destruição de todas as imagens dela. João Calvino (1509-1564) não apenas rejeitou a Madalena composta,, mas criticou os católicos como ignorantes por terem acreditado nela.
Durante a Contrarreforma, o catolicismo romano começou a enfatizar fortemente o papel de Maria Madalena como pecadora penitente. Seu papel medieval como patrona e advogada foi minimizado e sua penitência passou a ser considerada seu aspecto mais importante, especialmente na França e nas partes católicas do sul da Alemanha. Um grande número de pinturas e esculturas barrocas retratam a penitente Madalena, muitas vezes mostrando-a nua ou parcialmente nua, com forte ênfase em sua beleza erótica. Poemas sobre o arrependimento de Maria Madalena também eram populares. Maria Maddalena peccatrice convertita (1636), de Anton Giulio Brignole-Sale, é considerada uma das obras-primas do romance religioso do século XVII, retratando a jornada atormentada de Madalena até o arrependimento de forma convincente e com sutileza psicológica. As propriedades dos nobres e da realeza no sul da Alemanha foram equipadas com as chamadas "celas de Madalena", pequenas e modestas ermidas que funcionavam como capelas e habitações, onde a nobreza podia se retirar para encontrar consolo religioso. Elas geralmente estavam localizadas em áreas selvagens, longe do resto da propriedade, e seus exteriores foram projetados para sugerir vulnerabilidade.

### Era Moderna

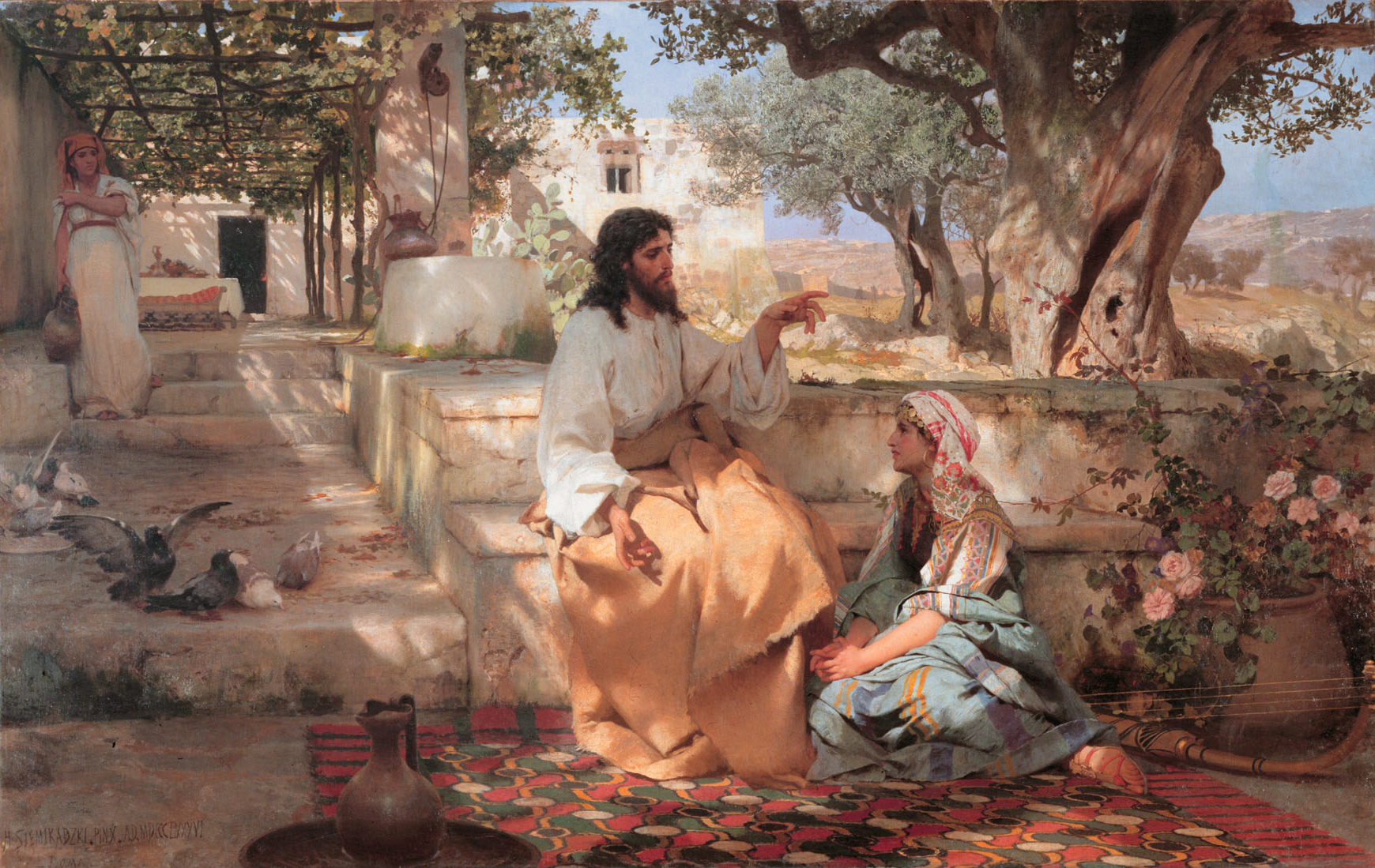
Cristo com Marta e Maria (1886) de Henryk Siemiradzki, mostrando a "Madalena composta" fundida sentada aos pés de Jesus enquanto sua irmã Marta realiza tarefas domésticas.

Por causa das lendas que dizem que Maria Madalena tinha sido uma prostituta, ela se tornou a padroeira das "mulheres rebeldes" e, no século XVIII, os reformadores morais estabeleceram asilos de Madalena para ajudar a salvar as mulheres da prostituição. O romance de ficção histórica de Edgar Saltus Mary Magdalene: A Chronicle (1891) retrata-a como uma heroína vivendo em um castelo em Magdala, que se muda para Roma tornando-se o "brinde da tetrarquia", dizendo a João Batista que ela irá "beber pérolas ... jantar línguas de pavão". Pedro Julião Eymard a chama de "padroeira e modelo de uma vida vivida na adoração e no serviço de Jesus no sacramento do Seu Amor".
A identificação comum de Maria Madalena com outras figuras do Novo Testamento foi omitida na revisão de 1969 do Calendário Romano Geral, com o comentário a respeito de sua celebração litúrgica em 22 de julho: "Nenhuma alteração foi feita no título do memorial de hoje, mas diz respeito apenas Santa Maria Madalena, a quem Cristo apareceu após a sua ressurreição. Não se trata da irmã de Santa Marta, nem da mulher pecadora cujos pecados o Senhor perdoou." Em outro lugar foi dito sobre a liturgia romana de 22 de julho que "não fará menção nem a Maria de Betânia nem à mulher pecadora de Lucas 7:36-50, mas apenas a Maria Madalena, a primeira pessoa a quem Cristo apareceu depois da sua ressurreição". Segundo o historiador Michael Haag, estas mudanças foram uma admissão silenciosa do Vaticano de que o ensinamento anterior da Igreja sobre Maria Madalena como uma prostituta arrependida estava errado. A festa de Maria de Betânia e de seu irmão Lázaro é agora em 29 de julho, a memória de sua irmã Marta.
No entanto, apesar da rejeição por parte do Vaticano, a visão de Maria como uma prostituta arrependida só se tornou mais prevalente na cultura popular. Ela é retratada como tal no romance de 1955 de Nikos Kazantzakis, A Última Tentação de Cristo, e na adaptação cinematográfica de Martin Scorsese de 1988, em que Jesus, enquanto estava morrendo na cruz, tem uma visão de Satanás do que seria como se ele se casasse com Maria Madalena e constituísse família com ela, em vez de morrer pelos pecados da humanidade. Maria também é retratada como uma prostituta reformada na ópera rock de Andrew Lloyd Webber e Tim Rice, Jesus Christ Superstar, de 1971. Em Superstar, Maria descreve sua atração sexual por Jesus na música "I Don't Know How to Love Him", que chocou muitos dos espectadores originais da peça.
O romance de suspense e mistério best-seller de Dan Brown de 2003, O Código Da Vinci, popularizou uma série de ideias errôneas sobre Maria Madalena, incluindo que ela era membro da tribo de Benjamim, que ela era a esposa de Jesus, que ela estava grávida na crucificação, e que teria dado à luz o filho de Jesus, que se tornaria o fundador de uma linhagem que supostamente sobrevive até hoje. Não há nenhuma evidência histórica (dos evangelhos canônicos ou apócrifos, de outros escritos cristãos primitivos ou de quaisquer outras fontes antigas) para apoiar essas declarações. O Código Da Vinci também afirma que a figura do "discípulo amado" à direita de Jesus na Última Ceia de Leonardo da Vinci é Maria Madalena, disfarçada como um dos discípulos do sexo masculino; os historiadores da arte afirmam que a figura é, na realidade, o apóstolo João, que só parece feminino devido ao fascínio característico de Leonardo em borrar os limites entre os sexos, qualidade que se encontra em suas outras pinturas, como São João, o Batista (pintado c. 1513–1516). Além disso, segundo Ross King, especialista em arte italiana, a aparição de Maria Madalena na última ceia não teria sido controversa e Leonardo não teria motivo para disfarçá-la como um dos outros discípulos, já que ela era amplamente venerada em seu papel de "apóstola dos apóstolos" e padroeira da Ordem Dominicana, para quem A Última Ceia foi pintada. Teria até havido um precedente para isso, já que o antigo pintor renascentista italiano Fra Angelico a incluiu em sua pintura da Última Ceia. Numerosas obras foram escritas em resposta às imprecisões históricas em O Código Da Vinci, mas o romance ainda exerceu enorme influência sobre como o público em geral via Maria Madalena.
O romance de Ki Longfellow, The Secret Magdalene (2005), baseia-se nos evangelhos gnósticos e outras fontes para retratar Maria como uma mulher brilhante e dinâmica que estuda na lendária biblioteca de Alexandria e compartilha seu conhecimento com Jesus. A música "Judas" de Lady Gaga (2011) é cantada da perspectiva de Maria, retratando-a como uma prostituta que está "além do arrependimento".
O filme Maria Madalena de 2018, estrelado por Rooney Mara como personagem homônimo, procurou reverter o retrato secular de Maria Madalena como uma prostituta arrependida, ao mesmo tempo que combatia as declarações conspiratórias de que ela era esposa ou parceira sexual de Jesus. Em vez disso, o filme a retrata como a discípula mais próxima de Jesus e a única que realmente entende seus ensinamentos. Este retrato é parcialmente baseado no gnóstico Evangelho de Maria. O filme, que foi descrito como tendo uma "inclinação fortemente feminista", foi elogiado por sua trilha sonora e cinematografia, sua surpreendente fidelidade à narrativa bíblica, e sua atuação, mas foi criticado como lento, sobrescrito, e muito solene para ser crível. Também foi criticado por muitos cristãos, que ficaram ofendidos com o uso de material extracanônico no filme.

## Na arte ocidental
A noção inicial de Maria Madalena como pecadora e adúltera se refletiu na arte cristã medieval ocidental, onde ela era a figura feminina mais comumente representada depois da Virgem Maria. Ela pode ser mostrada como vestida de maneira muito extravagante e elegante, ao contrário de outras figuras femininas usando roupas de estilos contemporâneos, ou alternativamente como completamente nua, mas coberta por longos cabelos loiros ou loiros avermelhados. As últimas representações representam a Penitente Madalena, de acordo com a lenda medieval de que ela passou um período de arrependimento como eremita do deserto depois de deixar sua vida como seguidora de Jesus.  Sua história se confundiu no Ocidente com a de Maria do Egito, uma prostituta do século IV que se tornou eremita, cujas roupas se desgastaram e caíram no deserto. As representações artísticas difundidas de Maria Madalena em lágrimas são a fonte da palavra inglesa moderna piegas , que significa "doentiamente sentimental ou emocional".

### Galeria

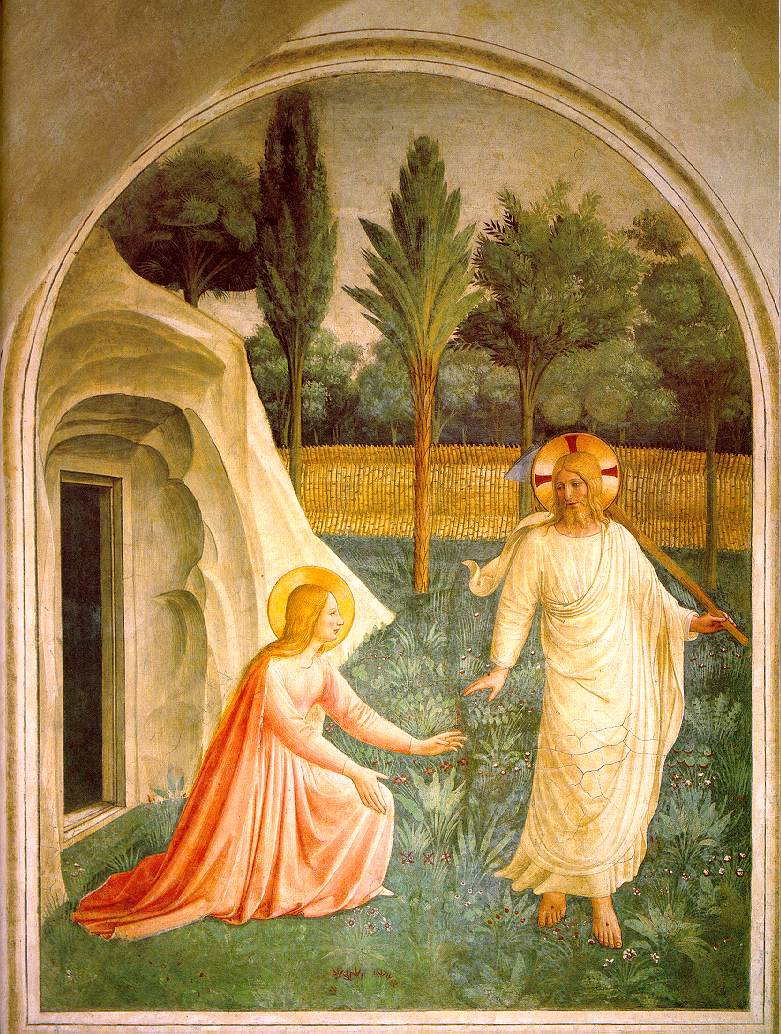
Noli me tangere (c. 1440 – 1442), afresco de Fra Angelico
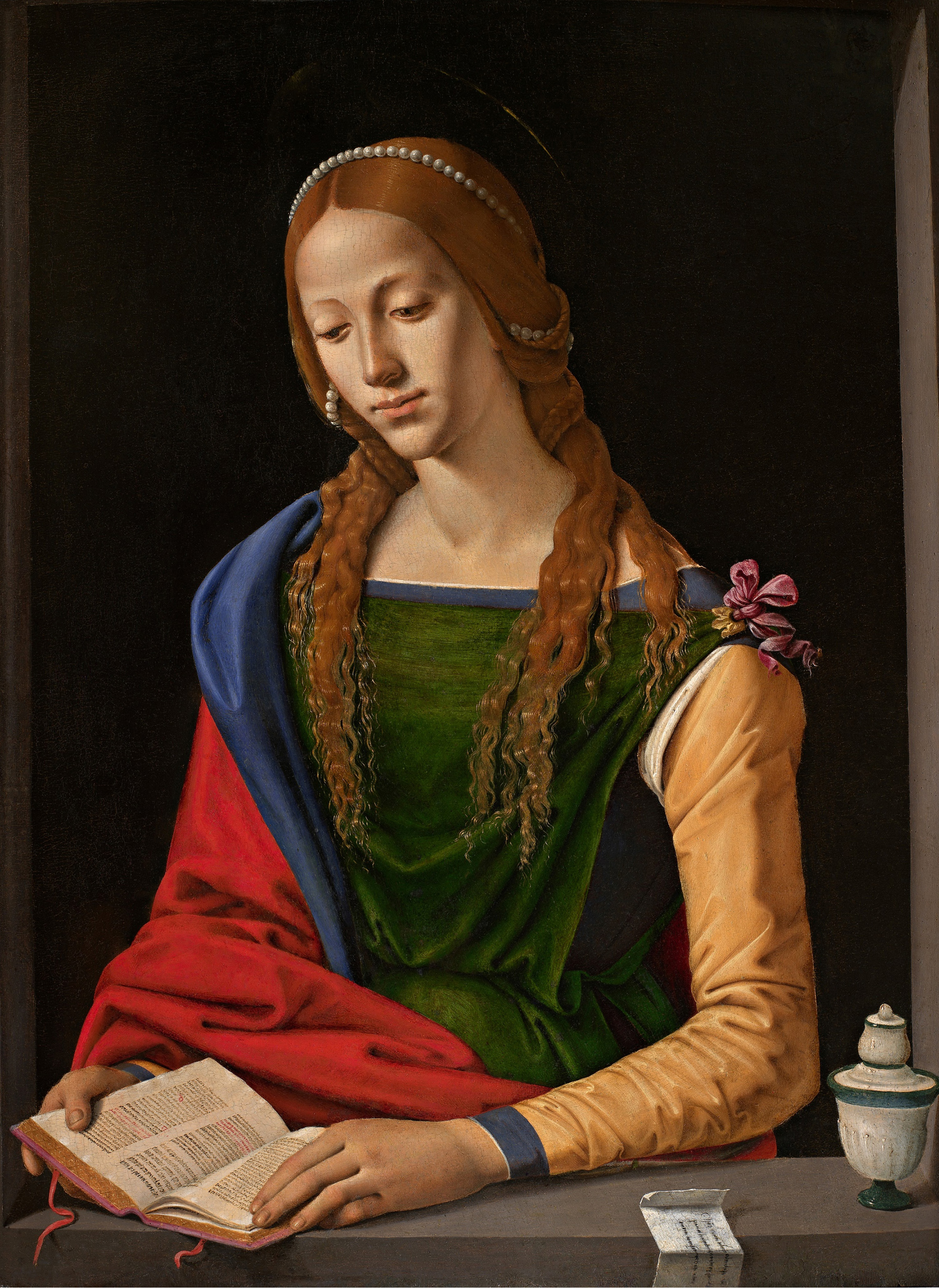
Leitura de Maria Madalena (c. 1500 – 1510) de Piero di Cosimo
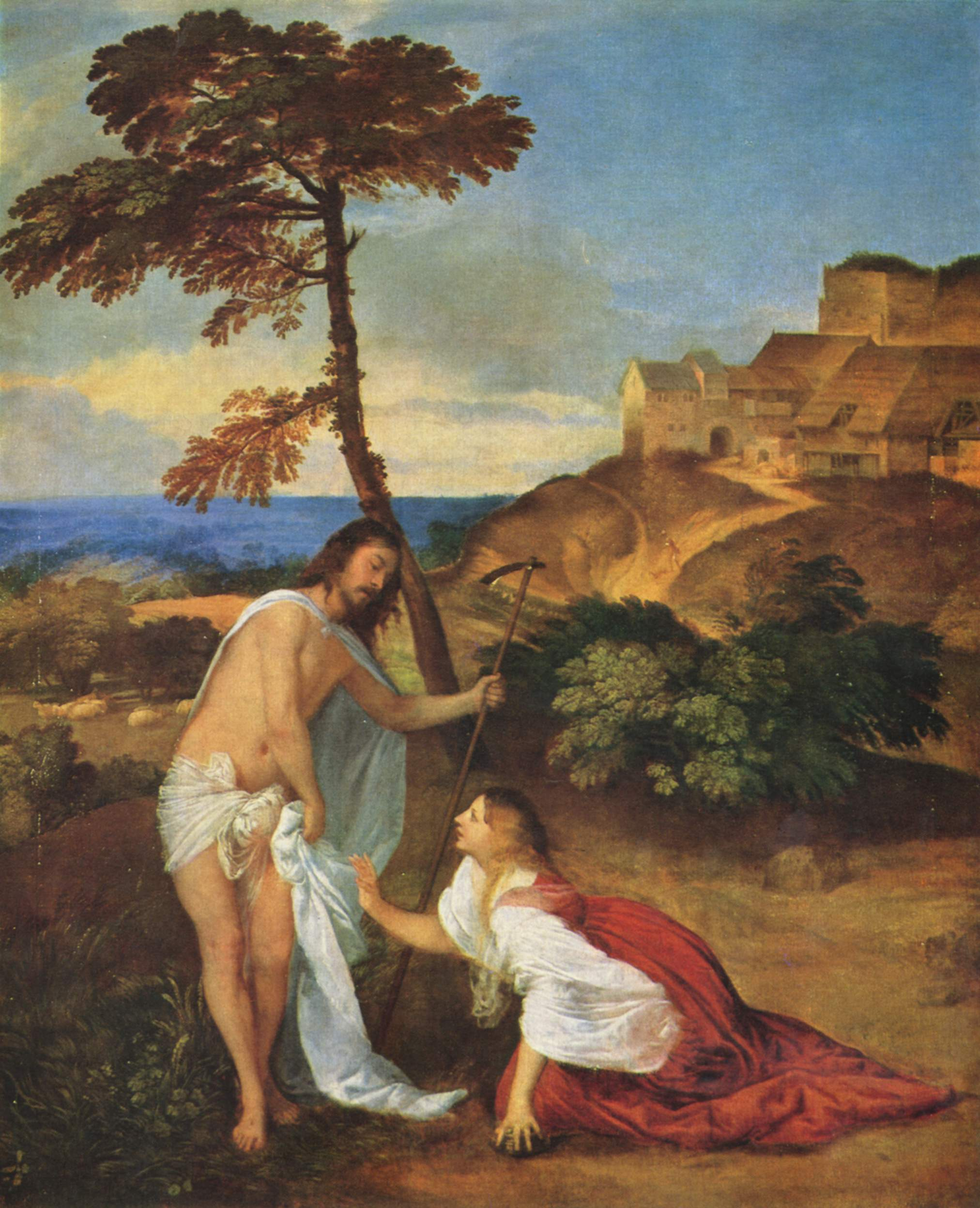
Noli me tangere (c. 1512) de Ticiano
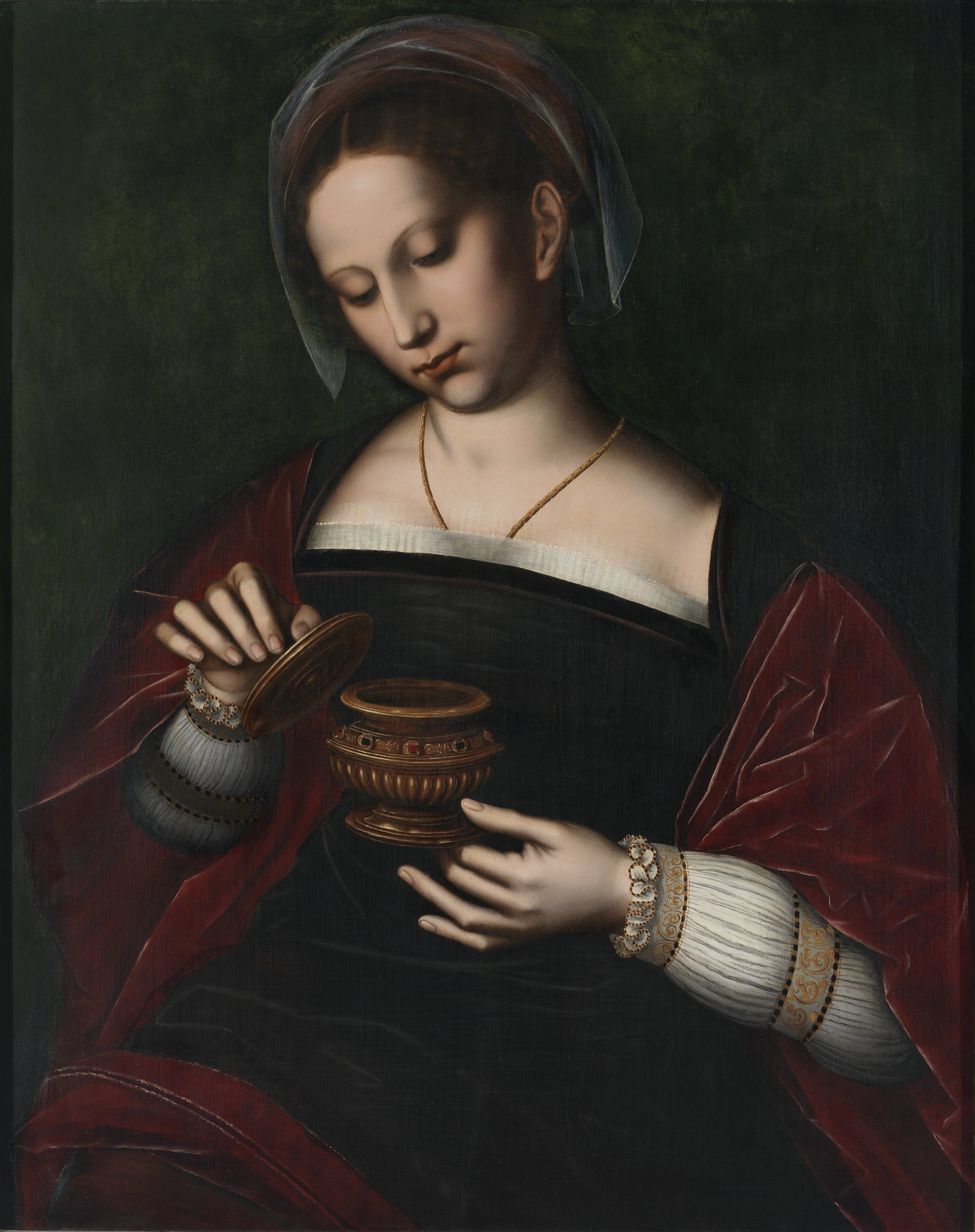
Maria Madalena (início dos anos 1500) de Ambrosius Benson
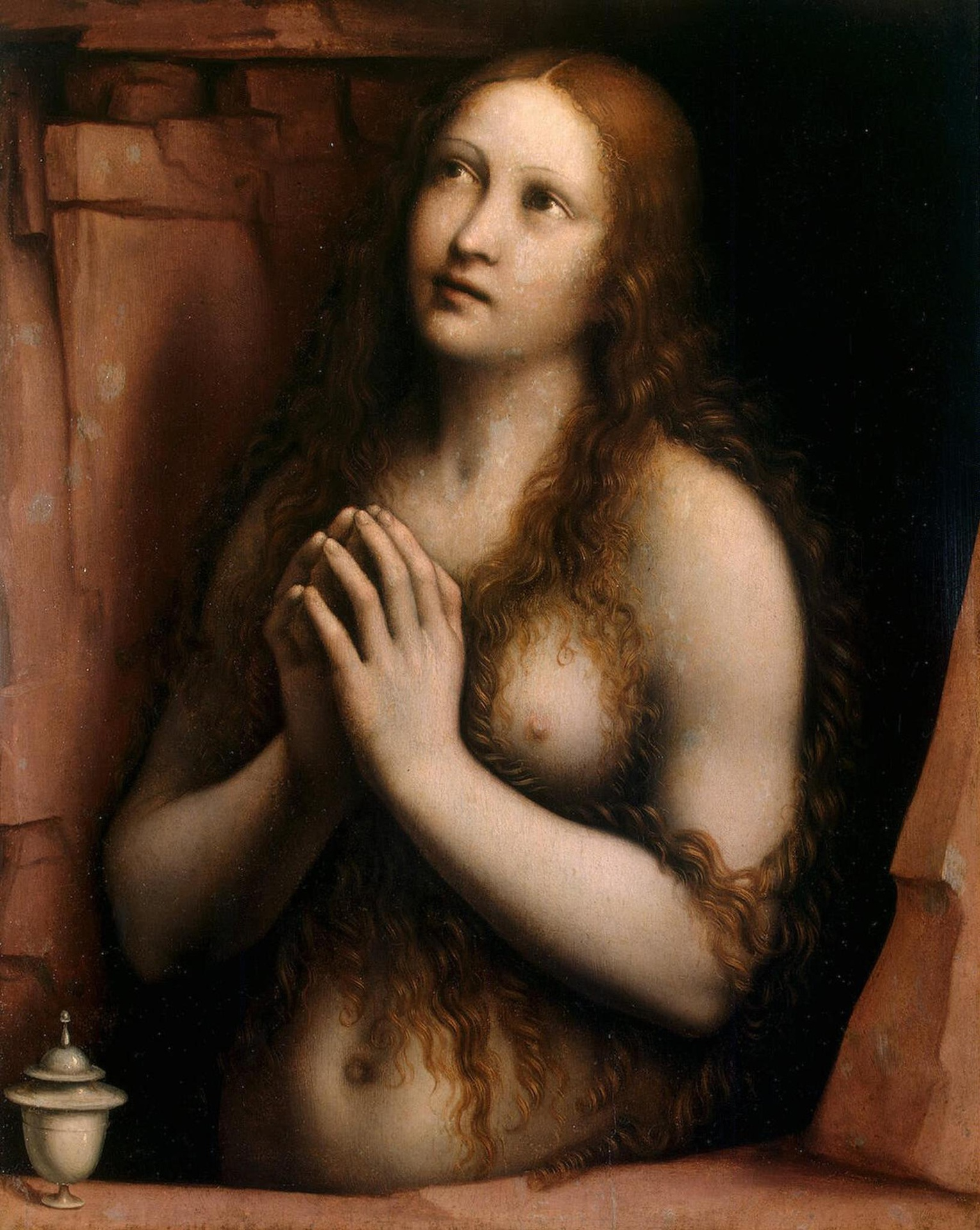
Magdalena Penitente (início dos anos 1500) por Giampietrino
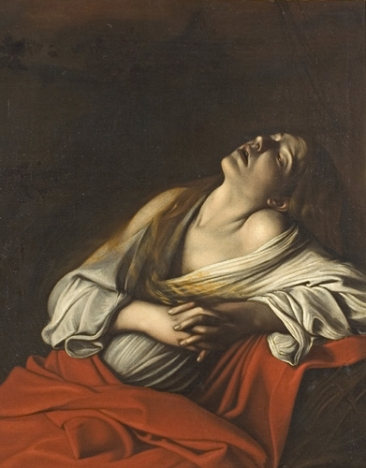
Maria Madalena em Êxtase, atribuída a Caravaggio (1606)
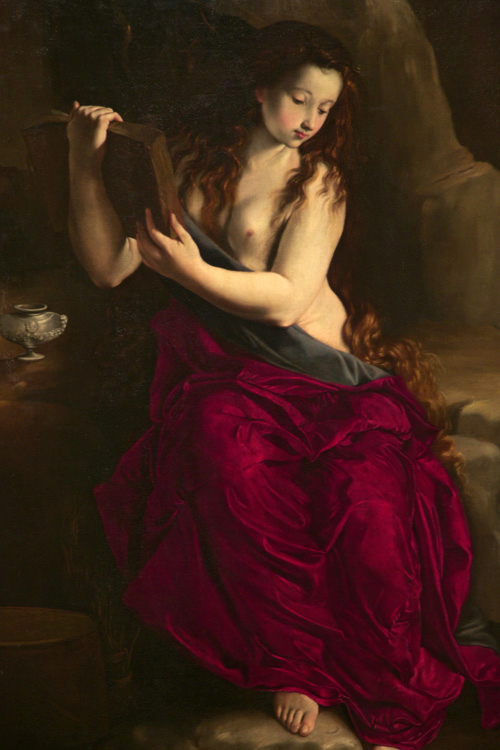
Maria Madalena (1615) de Juan Bautista Maíno
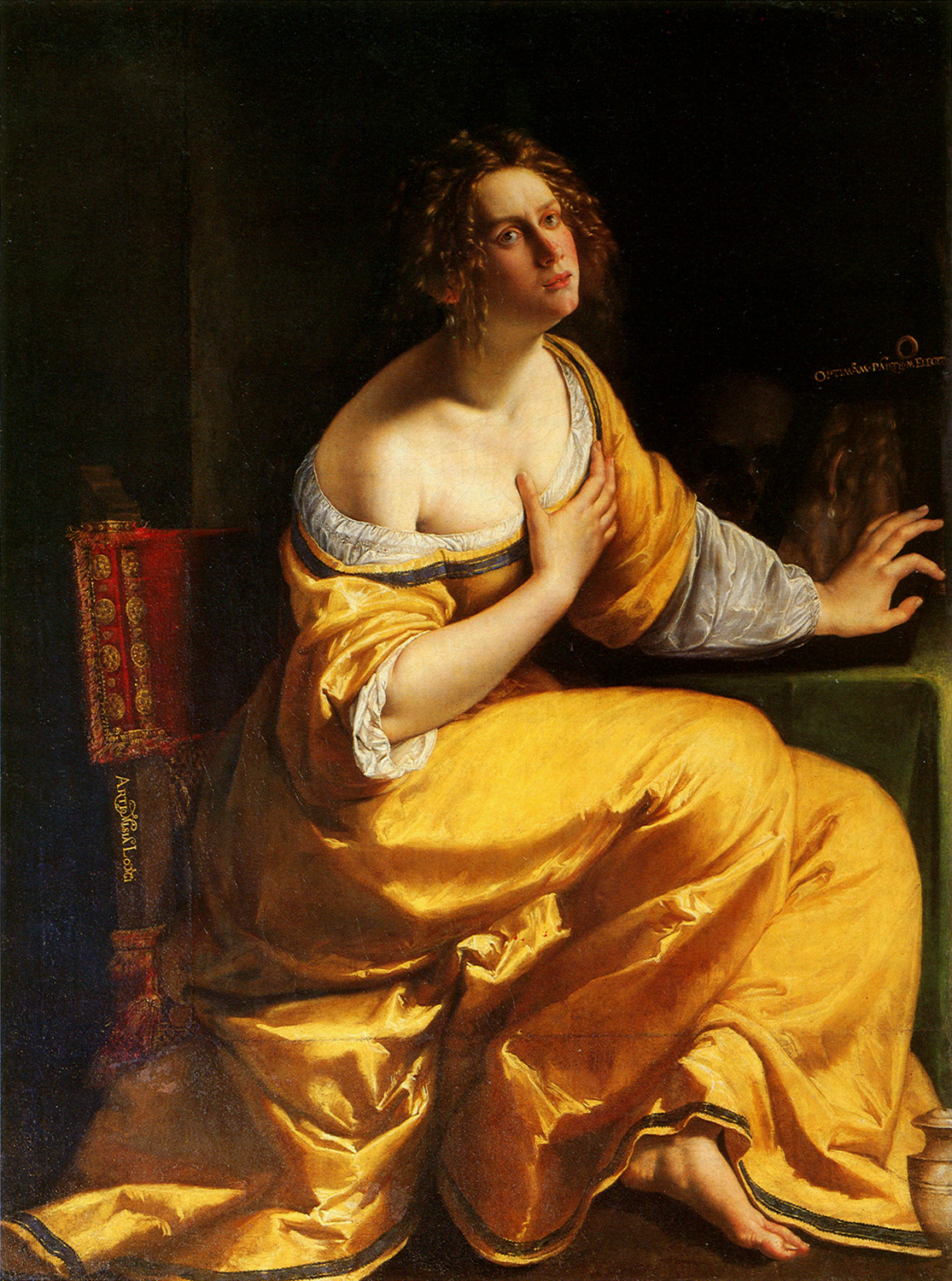
Maria Madalena (1615–1616 ou 1620–1625) de Artemisia Gentileschi
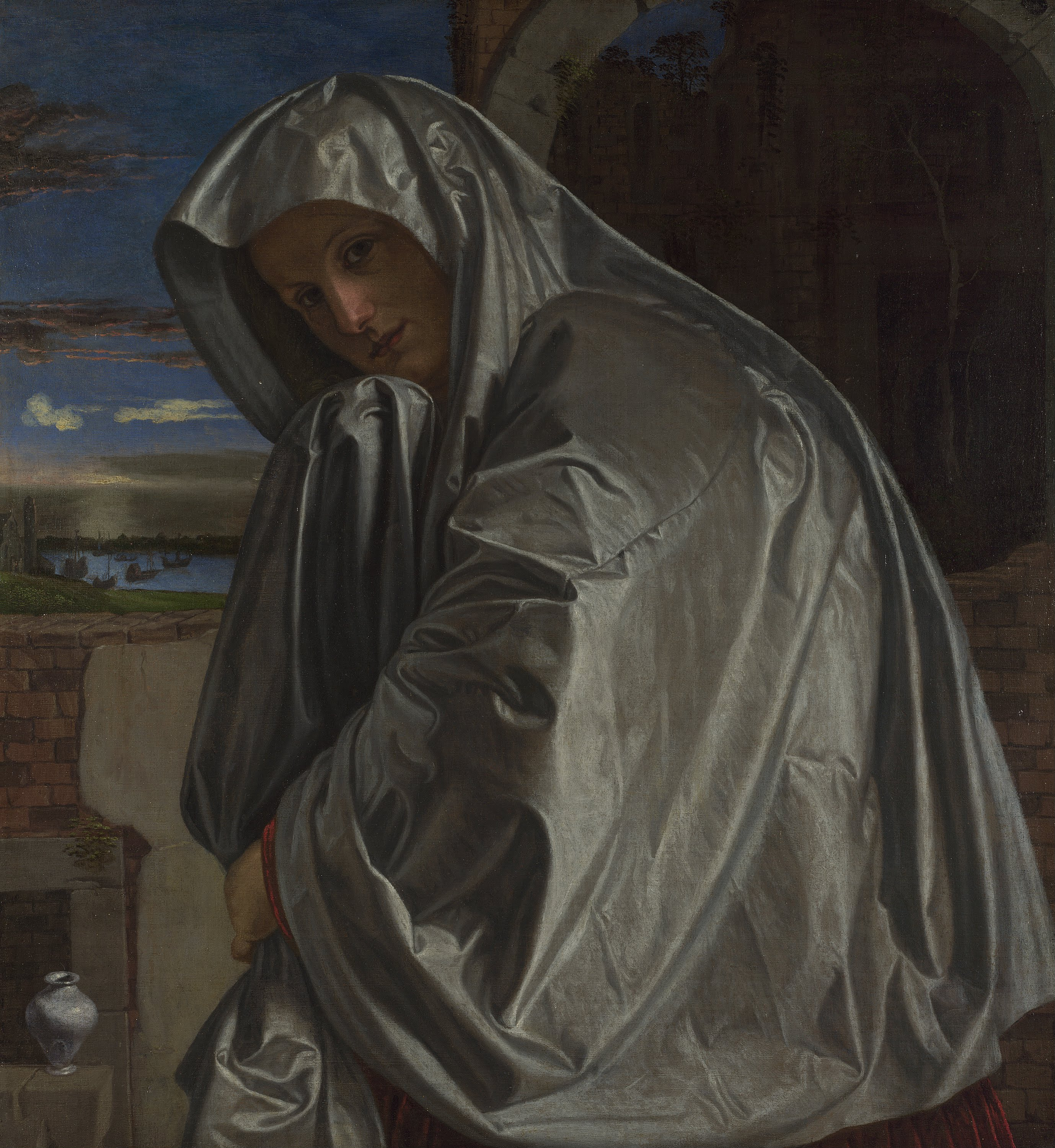
Maria Madalena (1535 – 1540) de Giovanni Girolamo Savoldo
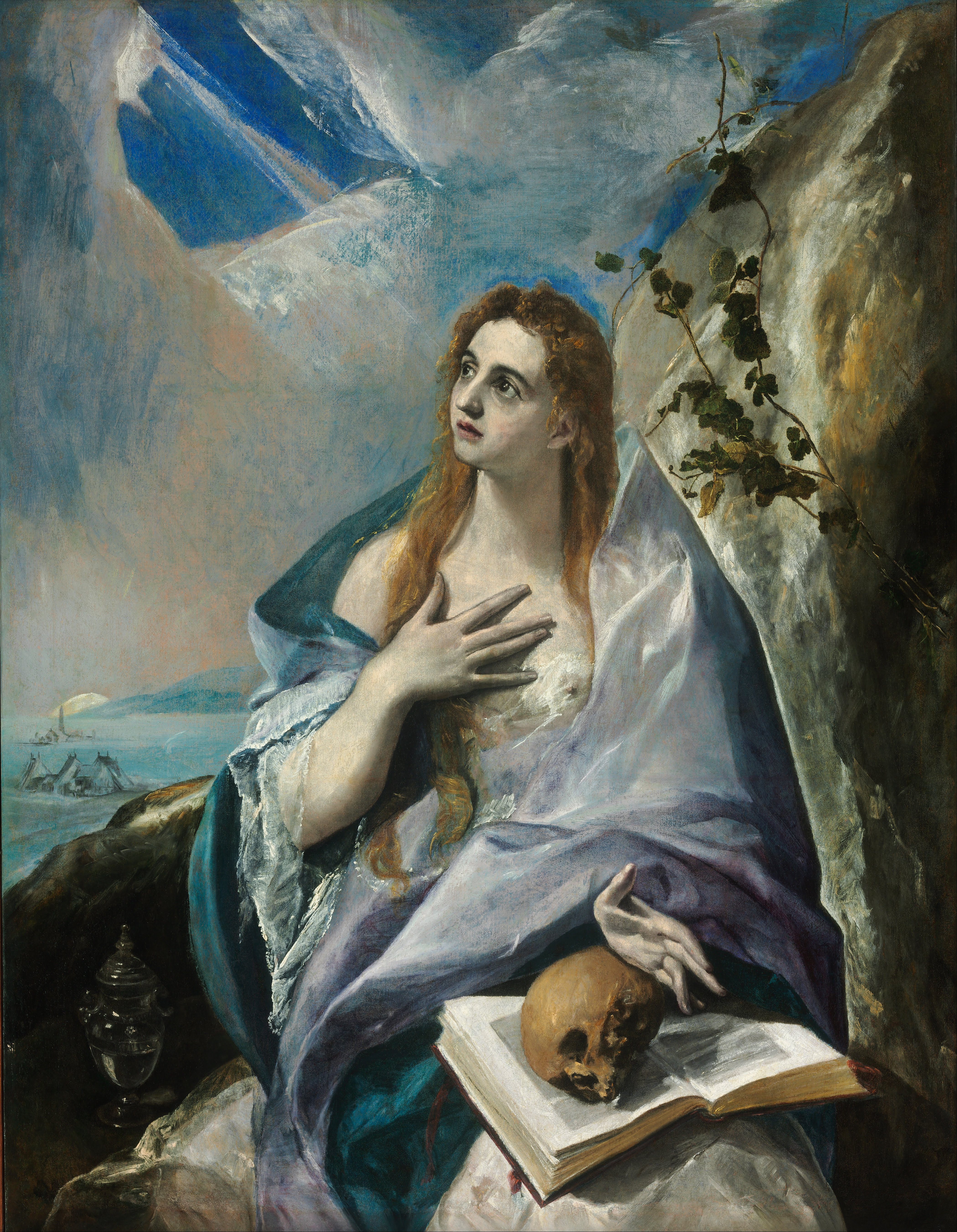
Penitente Madalena (c. 1576 – 1578) de El Greco
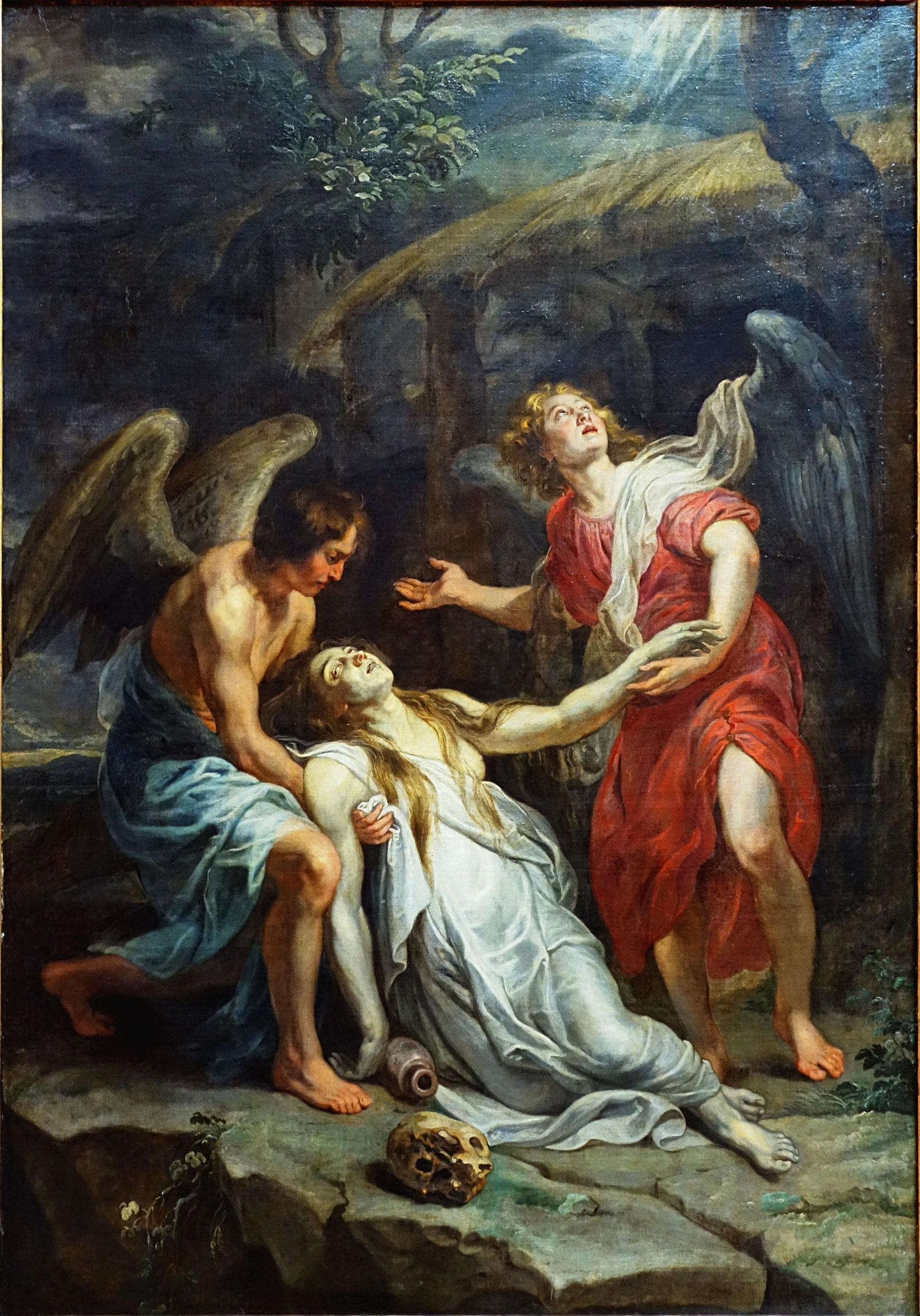
Santa Maria Madalena em Êxtase (c. 1619 – 1620) de Peter Paul Rubens
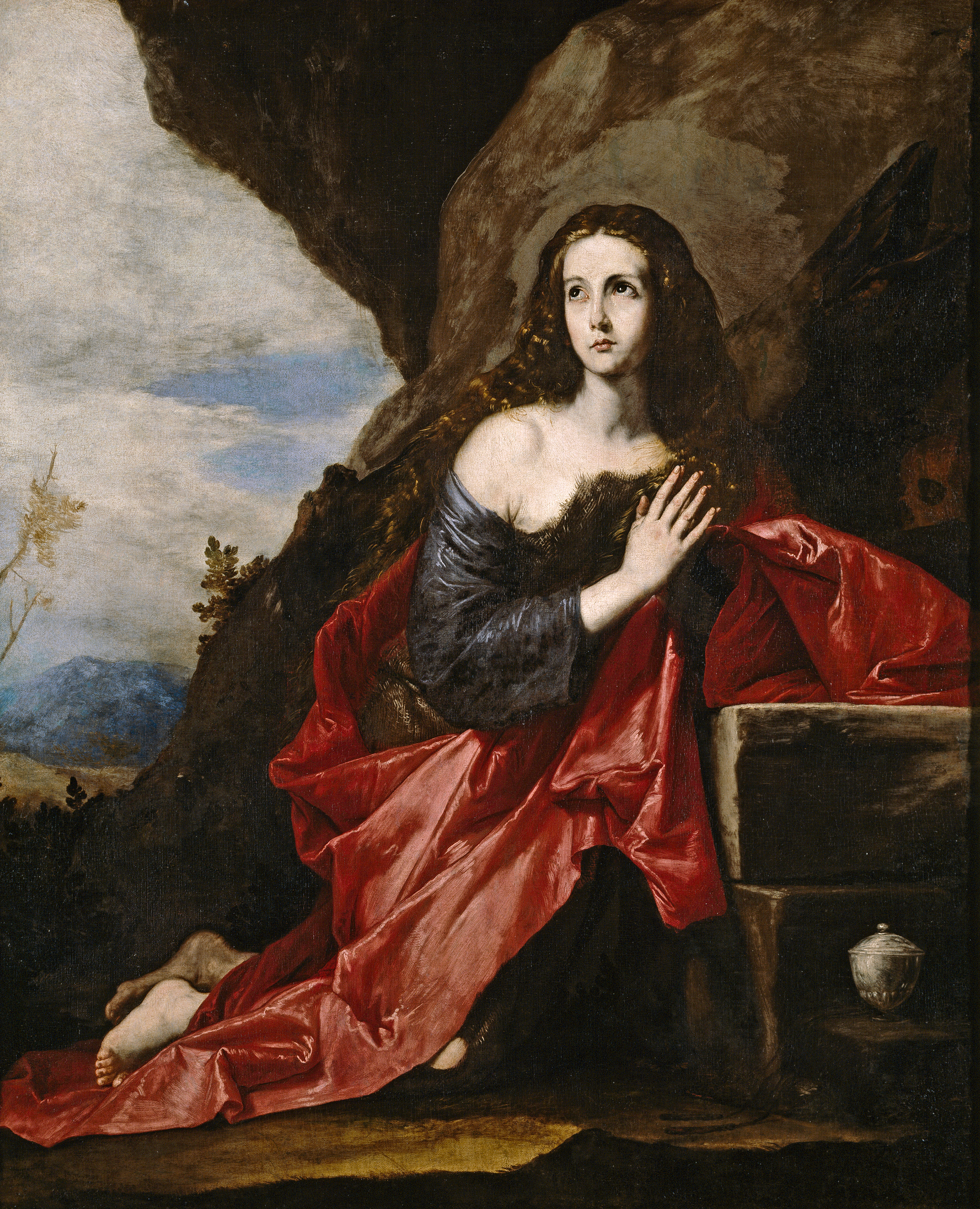
Maria Madalena (1641) de José de Ribera
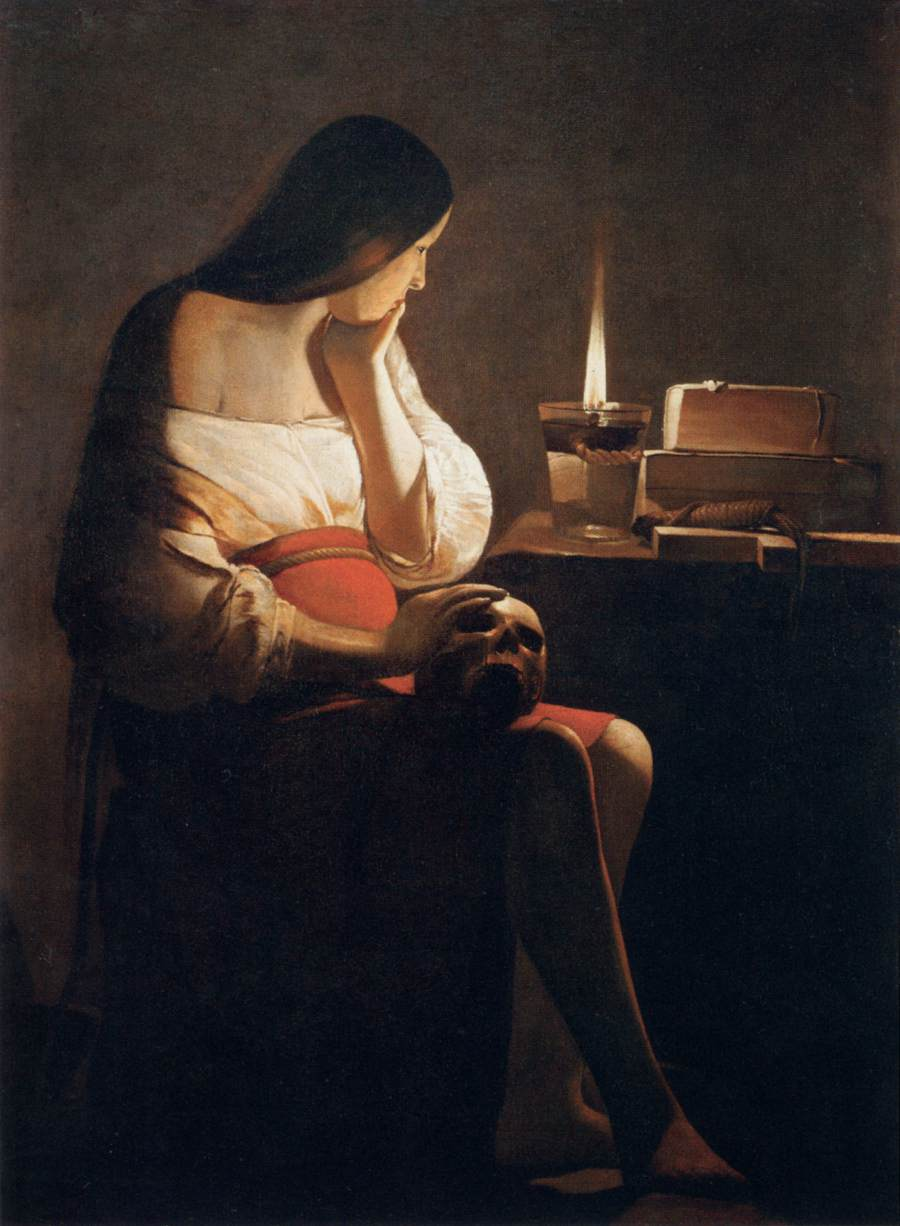
Madalena com a Chama Fumegante (c. 1640 Georges de La Tour
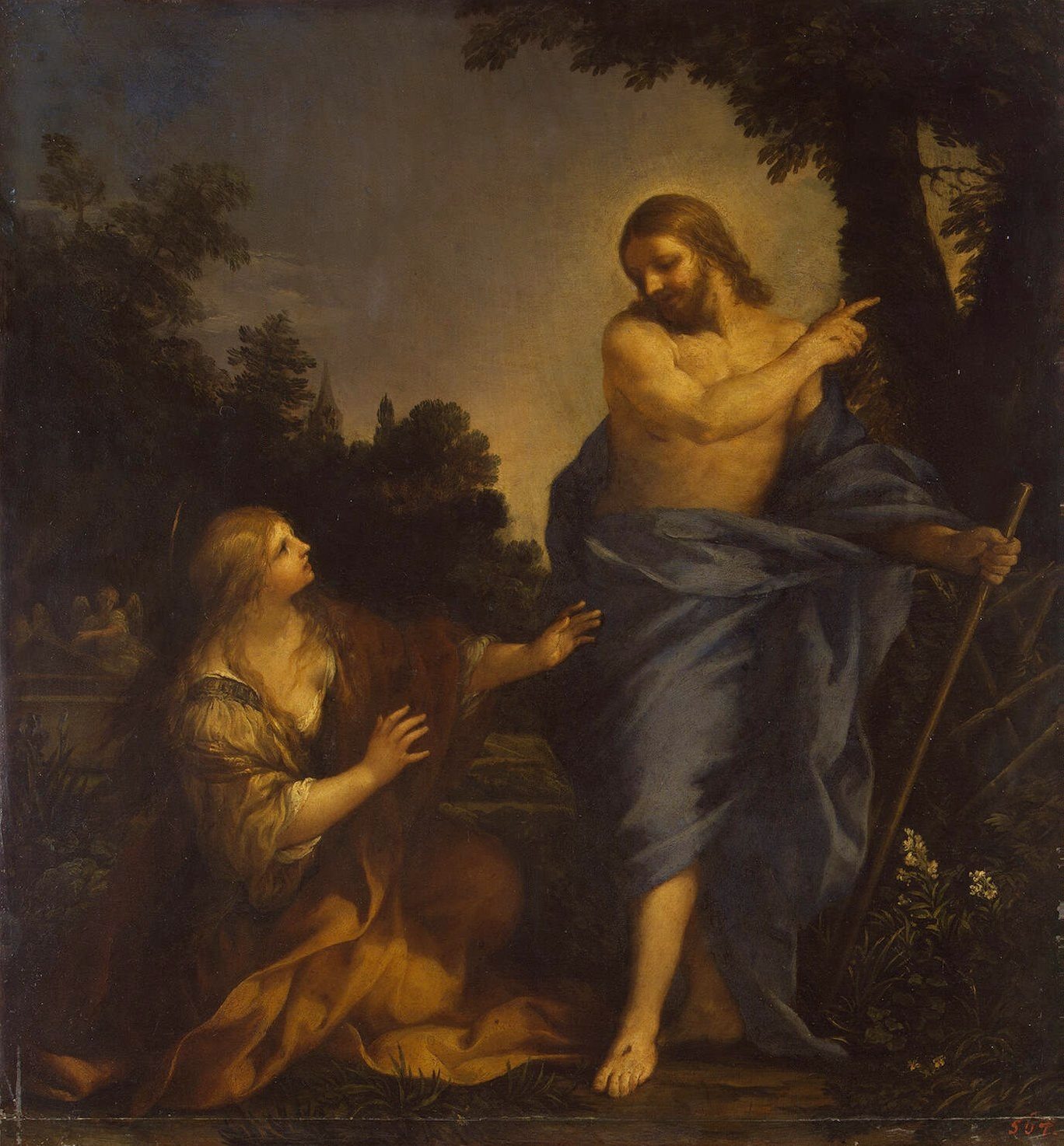
Cristo Aparecendo a Maria Madalena (entre 1640 e 1650) de Pietro da Cortona
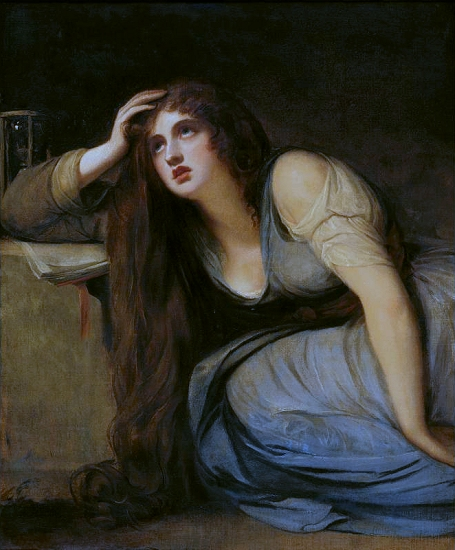
A Madalena (antes de 1792) de George Romney
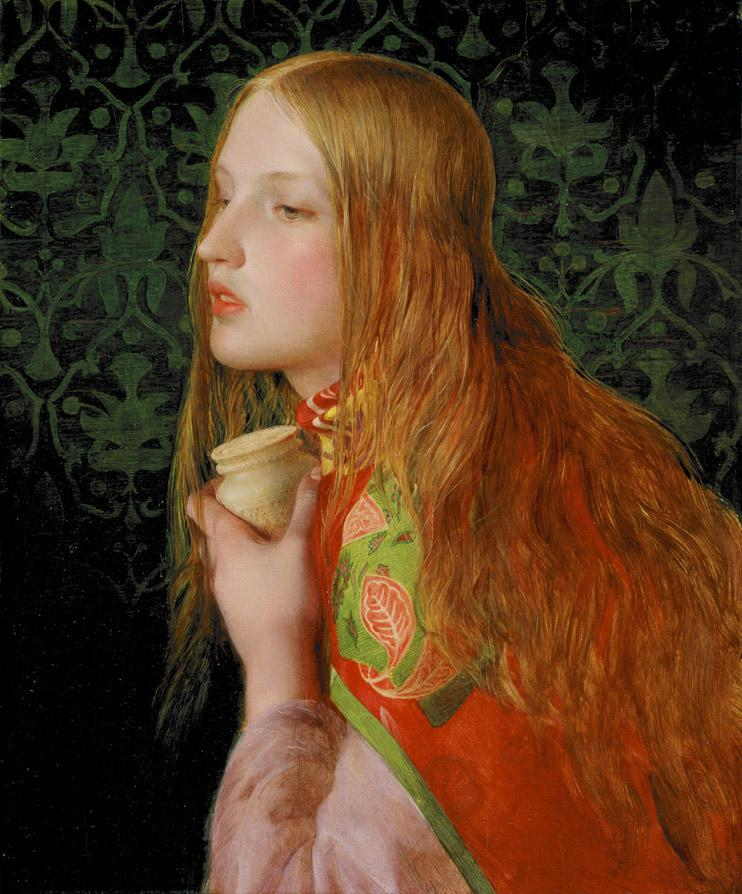
Maria Madalena (1858–1860) de Frederick Sandys
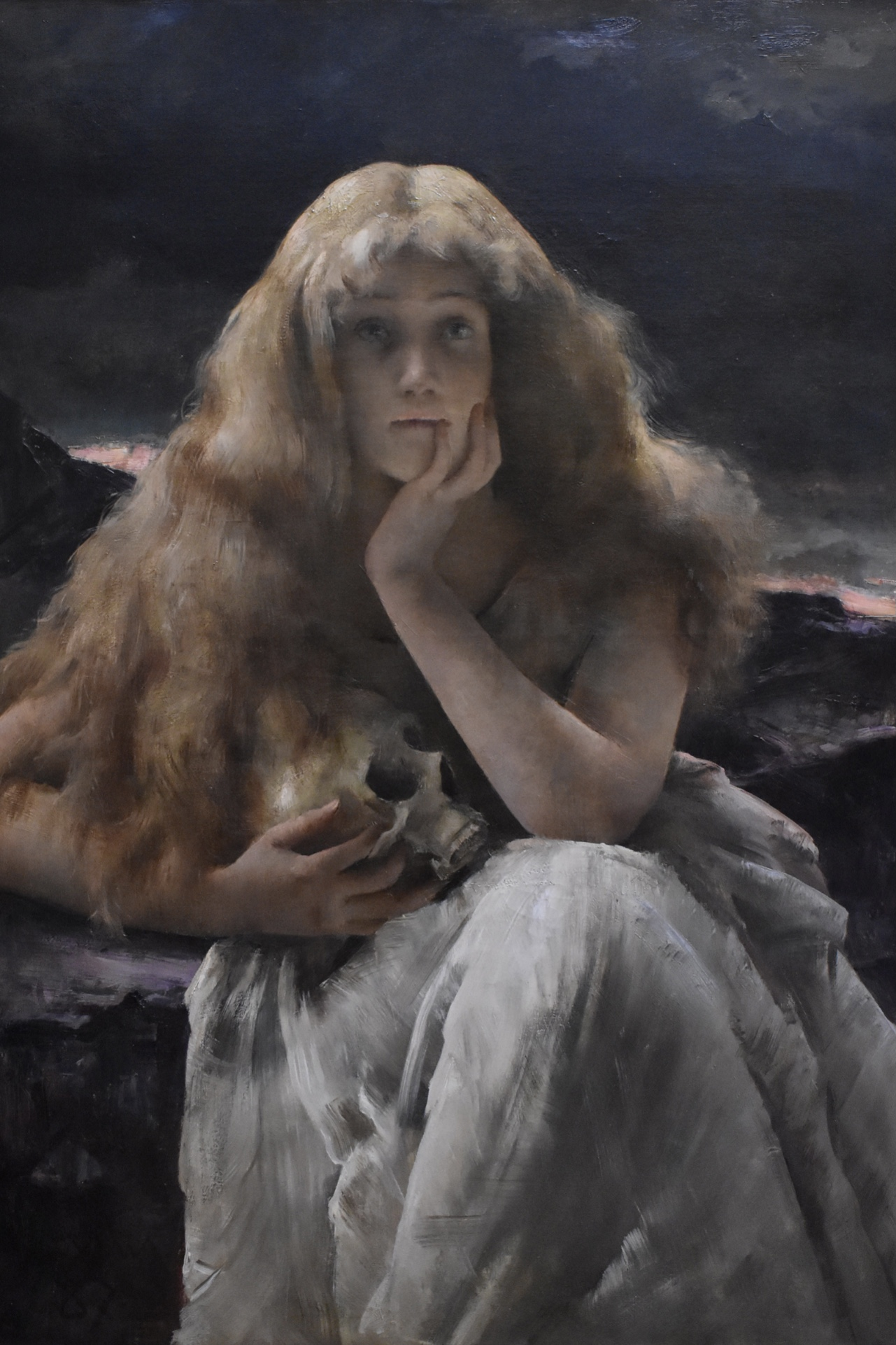
Sarah Bernhardt como Maria Magdalena (1887) por Alfred Stevens
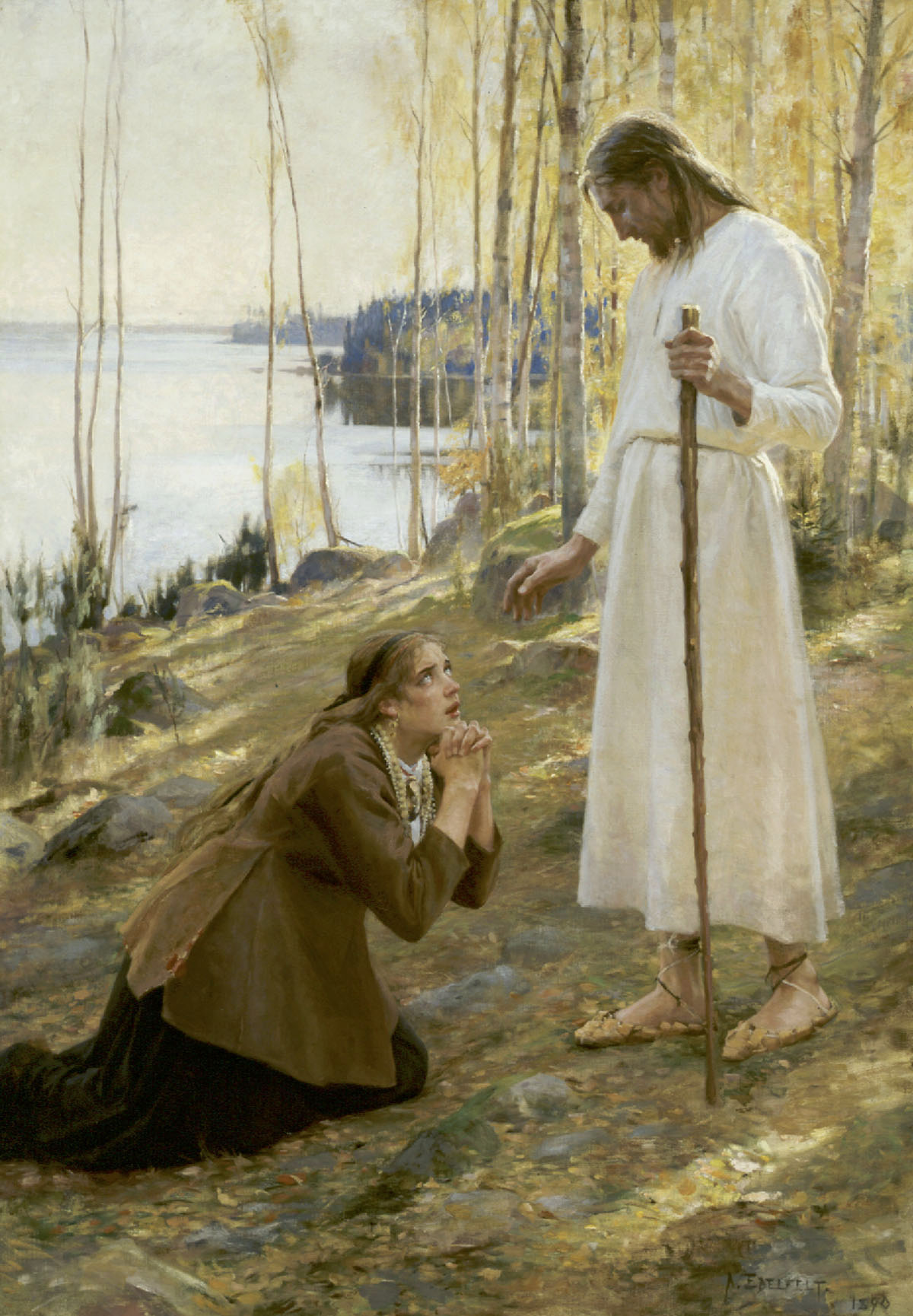
Cristo e Maria Madalena (1890) por Albert Edelfelt em um local finlandês
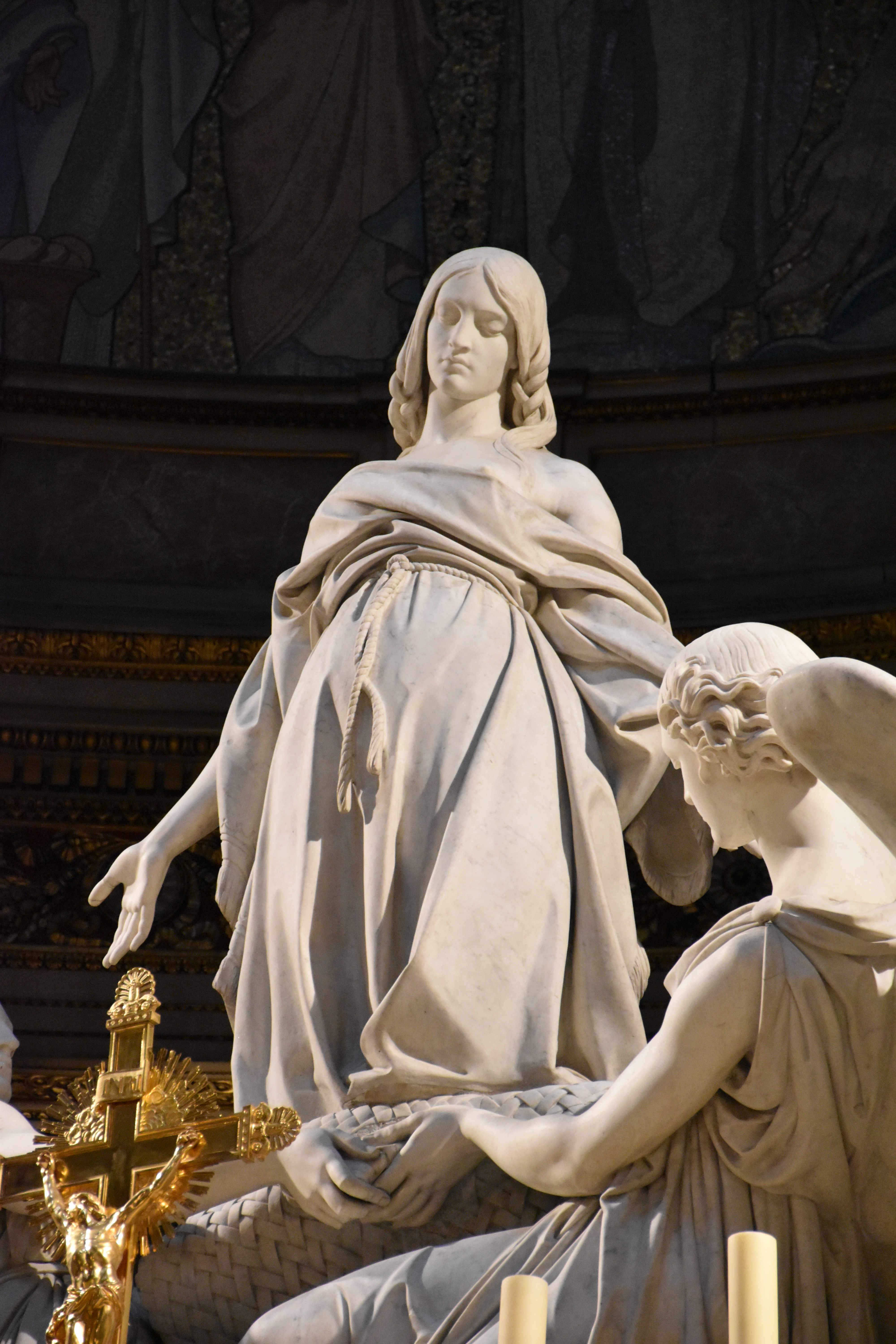
A Madalena (1843) de Carlo Marochetti

### Obras sobre Maria Madalena
Há pelo menos 3 filmes de longa-metragem que retratam a história de Maria Madalena:
- Um filme mexicano de 1946, intitulado María Magdalena, pecadora de Magdala", com Medea de Novara no papel principal.
- Um filme italiano de 2000, intitulado, Maria Maddalena, estrelado por Maria Grazia Cucinotta
- Um filme estadunidense de 2018, Mary Magdalene, com Rooney Mara como Maria Madalena.

A rede de televisão mexicana fez em 2018 uma série sobre Maria Madalena, interpretada por María Fernanda Yepes.

## Especulações

### O rosto de Maria Madalena
Em julho de 2015, foi revelada a reconstrução digital do rosto de um crânio alegadamente de Maria Madalena, exposto na França, usando a técnica de fotogrametria. O projeto foi realizado pela Equipe Brasileira de Antropologia Forense e Odontologia Legal (Ebrafol) com a contribuição do designer 3D Cícero Moraes.